# Global Champions Tour 2018
Die Global Champions Tour 2018 war die 13. Saison der Global Champions Tour, einer internationalen Turnierserie. Sie gilt als eine der wichtigsten Serien im Springreiten. Zum dritten Mal wurde parallel zur Global Champions Tour eine weitere Prüfungsserie, der Mannschaftswettbewerb Global Champions League 2018, ausgetragen. Beide Serien waren von der FEI anerkannte Turnierserien.
Longines war Namenssponsor und Zeitmesser der Global Champions Tour (GCT), diese trug den Namen Longines Global Champions Tour 2018.

## Ablauf der Turnierserien
Zur Saison 2018 stieg die Anzahl der Etappen der Turnierserien erneut an. Alle Austragungsorte des Vorjahres blieben Teil des Saisonkalenders. Neu hinzu kam die bereits seit 2014 unter der Sponsorschaft von Longines in Saint-Tropez ausgetragene Athina Onassis Horse Show sowie ein neues Saisonabschlussturnier in Prag. Bei letzterem handelte es sich nicht um ein Turnier mit normalen Wertungsprüfungen. Stattdessen führte die Global Champions League hier ein Play-off durch, die Global Champions Tour einen Super Grand Prix nur für die Sieger der 16 Wertungsprüfungen der Saison.
Alle Turniere waren als CSI 5*, der höchsten Kategorie im Springreiten, ausgeschrieben.

### Global Champions League
Bei der Global Champions League handelte es sich um eine Prüfungsserie für Mannschaften, bei der pro Prüfung zwei Reiter einer Mannschaft (die üblicherweise fünf Reiter umfasste) als ein Team antraten. Die Mannschaften waren unabhängig von ihren Nationalitäten zusammengestellt.
Die Wertungsprüfungen der Global Champions League (GCL) wurden im Jahr 2018 jeweils vor der Prüfung der Global Champions Tour ausgerichtet. Jede GCL-Etappe bestand aus zwei Prüfungen: Bei der ersten Teilprüfung am Donnerstag oder Freitag handelte es sich nicht mehr wie im Vorjahr um eine Springprüfung mit Stechen, sondern um eine Fehler-Zeit-Springprüfungen (ein Umlauf).
Die zweite Teilprüfung fand jeweils am Samstag direkt vor der Global Champions Tour-Prüfung statt. Die Ausschreibungen sahen hier eine Fehler-Zeit-Springprüfungen mit einem Umlauf vor. Die Kurse beider Prüfungen hatten Hindernishöhen von 1,50 bis 1,60 Meter. Die Startreihenfolge der Mannschaften richtete sich nach deren Ergebnis in der ersten Teilprüfung. Das Teamergebnis errechnete sich aus der Addition der Strafpunkte der für das Team antretenden Reiter beider Teilprüfungen, im Falle eines Strafpunktgleichstands entschied die Addition der Zeiten des zweiten Umlaufs. Zusätzlich zum Preisgeld beider Prüfungen war jede GCL-Etappe mit 200.000 Euro dotiert.
Das Regelwerk der GCL erlaubte bis zu 20 Mannschaften je Saison, im Vergleich zu 2017 erhöhte sich die Anzahl der Teams um eins auf 19. Dabei änderten sich Namen und Zusammensetzung der Mannschaften. Im Juni 2018 bestand zu Mitte der Saison die Möglichkeit, im Rahmen eines Transferfensters Teamreiter auszutauschen. Die Teams umfassten folgende Reiter:
- Berlin Eagles:  Ludger Beerbaum,  Kamal Bahamdan,  Philipp Weishaupt,  Christian Kukuk,  Ben Asselin
- Cannes Stars:  Jane Richard Philips,  Sergio Álvarez Moya,  Piergiorgio Bucci,  Karel Cox,  Daniel Coyle
- Cascais Charms:  John Whitaker,  Rolf-Göran Bengtsson,  Luiz Felipe de Azevedo filho, / Mathilda Karlsson,  Philip Houston
- Chantilly Pegasus:  Roger-Yves Bost,  Carlos Enrique Lopez Lizarazo,  Sadri Fegaier,  Mégane Moissonnier, bis Juni  Dayro Arroyave, ab Juli   Carlos Ramírez
- Doha Fursan Qatar:  Ali bin Chalid Al Thani,  Bassem Hassan Mohammed,  Michael Whitaker,  Raschid Towaim Ali al-Marri,  Hamad Ali Mohamed Al Attiyah
- Hamburg Giants:  René Lopez,  Christian Rhomberg,  Cindy van der Straten,  Sameh El Dahan,  Emil Hallundbæk
- London Knights:  Ben Maher,  Martin Fuchs,  Olivier Philippaerts,  Nicola Philippaerts,  Emily Moffitt
- Madrid in Motion:  Maikel van der Vleuten,  Marc Houtzager,  Eric van der Vleuten,  Eduardo Álvarez Aznar,  Michael G. Duffy
- Miami Celtics:  Denis Lynch,  Shane Breen,  Jessica Springsteen,  Cameron Hanley,  Michael Duffy
- Monaco Aces:  Simon Delestre,  Jérôme Guery,  Julien Epaillard,  Romain Duguet,  Jeanne Sadran
- Montreal Diamonds:  Harrie Smolders,  Danielle Goldstein,  Eric Lamaze,  Mark McAuley,  Jos Verlooy
- New York Empire:  Georgina Bloomberg,  Scott Brash,  Cian O’Connor,  David Will,  Lillie Keenan
- Paris Panthers:  Darragh Kenny,  Grégory Wathelet,  Nayel Nassar,  Jennifer Gates, bis Juni  Kent Farrington, ab Juli  Yuri Mansur
- Prague Lions:  Niels Bruynseels,  Aleš Opatrný,  Gerco Schröder,  Anna Kellnerová, bis Juni  Holger Wulschner, ab Juli  Peder Fredricson
- Rome Gladiators:  Lorenzo de Luca,  Laura Kraut,  Marlon Módolo Zanotelli,  Abdel Said,  Constant van Paesschen
- Scandinavian Vikings:  Christian Ahlmann,  Geir Gulliksen,  Leopold van Asten,  Evelina Tovek, bis Juni  José Maria Larocca, ab Juli  Mario Stevens
- Shanghai Swans:  Daniel Deußer,  Pius Schwizer,  Shane Sweetnam,  Pedro Veniss,  Alexandra Thornton
- St Tropez Pirates:  Edwina Tops-Alexander,  Pieter Devos,  Wout-Jan van der Schans,  Athina Onassis,  Laura Klaphake
- Valkenswaard United:  Marcus Ehning,  Bertram Allen,  Alberto Zorzi,  Jur Vrieling,  Maurice Tebbel

Um den Mannschaftswettbewerb nachvollziehbarer zu machen, wurde die Startreihenfolge in den GCL-Prüfungen verändert. Die zwei Reiter eines jeden Teams ritten nun gemeinsam auf den Turnierplatz ein und starten in der Prüfung direkt hintereinander.

### Global Champions Tour
Am Samstagnachmittag oder -abend, jeweils im Anschluss an die zweite Prüfung der Global Champions League, wurden die Wertungsprüfungen der Global Champions Tour durchgeführt. Diese waren als Springprüfung mit Normalumlauf und einem Stechen ausgeschrieben, die Höhe der Hindernisse betrug bis zu 1,60 Meter.
Die Anzahl der für die GCT-Wertungsprüfung qualifizierten Reiter wurde auf 35 erhöht. Das Preisgeld der Wertungsprüfung betrug jeweils mindestens 300.000 €.

## Medien
Weiterhin war Eurosport Medienpartner der Global Champions Tour. Die Prüfungen der GCT wurden auf Eurosport 1 gesendet, zeitversetzt oder als Liveübertragung. Die GCT- und GCL-Wertungsprüfungen sowie viele weitere Prüfungen der Turniere wurden auf den Internetseiten der beiden Turnierserien per Livestream übertragen.

## Die Etappen

### 1. Etappe: Mexiko-Stadt
Die GCT/GCL-Saison startete im Jahr 2018 bereits Ende März, schon vier Wochen vor dem Weltcupfinale in Paris. Auf dem höchstgelegenen Turnierplatz dieser Turnierserien (ca. 2300 Meter über dem Meeresspiegel), dem Campo Marte, wurde das Turnier vom 22. bis 25. März in Mexiko-Stadt ausgerichtet.
Global Champions League: In Mexiko traten erstmals die 19 neu zusammengestellten Mannschaften der GCL-Saison 2018 an. In der ersten Teilprüfung gelang es zwei Teams, ohne Hindernisfehler zu bleiben. Während die London Knights, vertreten durch die Zwillingsbrüder Olivier und Nicola Philippaerts, die Teilprüfung mit einem Zeitstrafpunkt beendeten, konnten die Paris Panthers komplett fehlerfrei bleiben.
Beiden Mannschaften bekamen in der zweiten Teilprüfung 12 Strafpunkte hinzu. Auch dort konnten zwei Teams ohne Strafpunkte bleiben: Während die Prague Lions aufgrund von 17 Strafpunkten aus der ersten Teilprüfung den Wettbewerb nur im Mittelfeld beenden konnten, schafften die Miami Celtics den Sprung an die Spitze des Feldes. Michael Duffy und Denis Lynch hatten mit ihren Pferden in der ersten Prüfung nur sechs Strafpunkte erhalten. Für ihren Sieg erhielt die Mannschaft ein Preisgeld von fast 33.000 Euro.
|             | Team           | Reiter/Pferde                      | 1. Prüfung  | 2. Prüfung | 2. Prüfung  | Gesamt   | Gesamt | Wertungs- punkte |
| Strafpunkte | Team           | Reiter/Pferde                      | Strafpunkte | Zeit (s)   | Strafpunkte | Zeit (s) |        | Wertungs- punkte |
| ----------- | -------------- | ---------------------------------- | ----------- | ---------- | ----------- | -------- | ------ | ---------------- |
| 1           | Miami Celtics  | Michael Duffy mit Top Contender    | 5           | 0          | 63,95       | 6        | 129,15 | 30               |
| 1           | Miami Celtics  | Denis Lynch mit Cadeau de Muze     | 1           | 0          | 65,20       | 6        | 129,15 | 30               |
| 2           | Paris Panthers | Grégory Wathelet mit Coree         | 0           | 4          | 57,79       | 12       | 118,29 | 27               |
| 2           | Paris Panthers | Darragh Kenny mit Cassini Z        | 0           |            |             | 12       | 118,29 | 27               |
| 2           | Paris Panthers | Darragh Kenny mit Team de Coquerie |             | 8          | 60,50       | 12       | 118,29 | 27               |

Global Champions Tour: Im ersten GCT-Grand Prix der neuen Saison war die erlaubte Zeit im Normalumlauf großzügig bemessen. Die erlaubte Zeit von 82 Sekunden überschritt nur der Katarer Bassem Hassan Mohammed. Fehlerfrei und damit qualifiziert für das Stechen blieben acht Reiter mit ihren Pferden. Das Stechen begann zunächst mit einer etwas gemächlicheren Runde, Paola Amilibia Puig kam im Sattel von Prunella d'Ariel mit vier Strafpunkten in einer Zeit von über 46 Sekunden im Ziel. Alberto Zorzi unterbot als nächster Starter ihre Zeit um über sechs Sekunden und blieb obendrein fehlerfrei. Doch auch seine Führung hielt nur einen RItt lang, Daniel Deußer unterbot die Zeit Zorzis nochmals um wenige Hundertstelsekunden. Den vierten Führungswechsel beim vierten Ritt brachte Scott Brash, der mit seiner 17-jährigen Stute Ursula XII nochmals schneller war. Auch Jérôme Guery als fünfter Starter versuchte das immer höher werdende Tempo mitzugehen, doch eine Verweigerung in Form eines Vorbeiläufers brachten ihn um seine Chance (12 Strafpunkte einschließlich Zeitstrafpunkte). Eric Lamaze konnte mit Fine Lady die Zeit Brashs tatsächlich unterbieten, vier Strafpunkte verhinderten jedoch seinen Sieg. Langsamer und ebenfalls mit vier Strafpunkten hatten auch der Mexikaner Nicolas Pizarro sowie Gerco Schröder nichts mit dem Sieg zu tun.
|             | Reiter        | Pferd      | 1. Umlauf | 1. Umlauf   | Stechen  | Stechen | Wertungs- punkte |
| Strafpunkte | Reiter        | Pferd      | Zeit (s)  | Strafpunkte | Zeit (s) |         | Wertungs- punkte |
| ----------- | ------------- | ---------- | --------- | ----------- | -------- | ------- | ---------------- |
| 1           | Scott Brash   | Ursula XII | 0         | –           | 0        | 38,65   | 40               |
| 2           | Daniel Deußer | Tobago Z   | 0         | –           | 0        | 40,31   | 37               |
| 3           | Alberto Zorzi | Contanga   | 0         | –           | 0        | 40,37   | 35               |

(Plätze eins bis drei von insgesamt 33 Teilnehmern)

### 2. Etappe: Miami Beach
Am Wochenende vor dem Weltcupfinale in Paris stand für die GCT/GCL die zweite nordamerikanische Etappe auf dem Programm. Diese wurde in einem provisorischen Reitstadion am Strand von Miami Beach vom 5. bis 7. April 2018 ausgetragen.
Global Champions League: In der ersten Teilprüfung der GCL von Miami gab es nur drei Null-Fehler-Runden, gleich zwei hiervon entfielen auf das Team Monaco Aces. Für die Mannschaft waren Jérôme Guery und Julien Epaillard am Start. Noch weniger, nämlich nur zwei Ritte ohne Hindernis- und Zeitfehler, gab es in der zweiten Teilprüfung. Die Monaco Aces bekamen dort 14 Strafpunkte, rutschten damit aber nur auf den dritten Platz ab. Einen der fehlerfreien Ritte zeigte Bertram Allen mit Gin Chin van het Lindenhof für Valkenswaard United. Das Team Valkenswaard United kam mit nur einem Zeitstrafpunkt auf das beste Ergebnis der zweiten Teilprüfung, es konnte sich auf Rang zwei vorarbeiten. Mit einer etwas besseren Ausgangslage von sechs Strafpunkten in die zweite Teilprüfung gestartet, reichte den Prague Lions ein Ergebnis von zwei Zeitstrafpunkten aus, um die Führung zu übernehmen und damit die Prüfung zu gewinnen.
|             | Team                | Reiter/Pferde                                | 1. Prüfung  | 2. Prüfung | 2. Prüfung  | Gesamt   | Gesamt | Wertungs- punkte |
| Strafpunkte | Team                | Reiter/Pferde                                | Strafpunkte | Zeit (s)   | Strafpunkte | Zeit (s) |        | Wertungs- punkte |
| ----------- | ------------------- | -------------------------------------------- | ----------- | ---------- | ----------- | -------- | ------ | ---------------- |
| 1           | Prague Lions        | Anna Kellnerová mit Classic                  | 1           | 1          | 73,66       | 8        | 146,26 | 30               |
| 1           | Prague Lions        | Gerco Schröder mit London                    | 5           | 1          | 72,60       | 8        | 146,26 | 30               |
| 2           | Valkenswaard United | Alberto Zorzi mit Contanga                   | 1           | 1          | 74,18       | 10       | 143,75 | 27               |
| 2           | Valkenswaard United | Bertram Allen mit Gin Chin van het Lindenhof | 8           | 0          | 69,57       | 10       | 143,75 | 27               |

Global Champions Tour: Am 7. April 2018 ab 17:20 Uhr fand die Wertungsprüfung der Global Champions Tour statt. Anders als in der GCL-Prüfung wenige Stunden zuvor spielte die erlaubte Zeit hier keine bedeutsame Rolle, nur eine Reiterin von 35 Startern bekam einen Zeitstrafpunkt. Doch nur wenigen gelang der Einzug in das Stechen, fünf Reiter blieben ohne Fehler.
Im Stechen legte Pieter Devos mit einer sehr schnellen Zeit vor: Mit Claire Z hatte er für den Stechkurs nur 30,98 Sekunden benötigt, hierbei jedoch vier Strafpunkte erhalten. Das dritte Starterpaar, Darragh Kenny und Cassini Z, benötigten gar nur 30,87 Sekunden, jedoch ebenfalls mit einem Hindernisfehler. Bassem Hassan Mohammed ritt strategisch, mit einer langsamen Null-Fehler-Runde setzte er sich als vorletzter Starter in Führung. Edwina Tops-Alexander wählte mit der 11-jährigen Stute California ein etwas höheres Tempo, blieb ohne Fehler und gewann damit die Prüfung.
|             | Reiter                 | Pferd      | 1. Umlauf | 1. Umlauf   | Stechen  | Stechen | Wertungs- punkte |
| Strafpunkte | Reiter                 | Pferd      | Zeit (s)  | Strafpunkte | Zeit (s) |         | Wertungs- punkte |
| ----------- | ---------------------- | ---------- | --------- | ----------- | -------- | ------- | ---------------- |
| 1           | Edwina Tops-Alexander  | California | 0         | –           | 0        | 32,07   | 40               |
| 2           | Bassem Hassan Mohammed | Gunder     | 0         | –           | 0        | 35,47   | 37               |
| 3           | Darragh Kenny          | Cassini Z  | 0         | –           | 4        | 30,87   | 35               |

(Plätze eins bis drei von insgesamt 35 Teilnehmern)

### 3. Etappe: Shanghai
Nach zwei amerikanischen Etappen stand die chinesische Etappe der GCT/GCL auf dem Programm. In direkter Nachbarschaft zum China Art Museum (China Art Palace) in Shanghai wurde das Turnier vom 19. bis 22. April 2018 ausgerichtet.
Global Champions League: Am Freitag (20. April) ab 15 Uhr traten die Teams zur ersten GCL-Teilprüfung an. Die Berlin Eagles (Christian Kukuk und Ludger Beerbaum) und die London Knights beendeten diese Teilprüfung ohne Fehler. Weniger als 24 Stunden später folgte die zweite Prüfung der GCL von Shanghai. Hier bekamen beide Berlin Eagles-Reiter vier Strafpunkte hinzu, mit acht Strafpunkten reichte es am Ende für Rang fünf. Während Ben Maher mit Explosion W erneut ohne Fehler blieb, bekam seine Teamkollegin Emily Moffitt vier Strafpunkte hinzu. Damit kam man wie die Monaco Aces auf ein Gesamtergebnis von vier Strafpunkten aus beiden Prüfungen. Damit musste die Zeit entscheiden, und diese Entscheidung fiel knapp aus: Die London Knights waren zusammen 0,27 Sekunden schneller als die Reiter von Monaco Aces und sicherten sich so den Sieg.
|             | Team           | Reiter/Pferde                                   | 1. Prüfung  | 2. Prüfung | 2. Prüfung  | Gesamt   | Gesamt | Wertungs- punkte |
| Strafpunkte | Team           | Reiter/Pferde                                   | Strafpunkte | Zeit (s)   | Strafpunkte | Zeit (s) |        | Wertungs- punkte |
| ----------- | -------------- | ----------------------------------------------- | ----------- | ---------- | ----------- | -------- | ------ | ---------------- |
| 1           | London Knights | Ben Maher mit Explosion W                       | 0           | 0          | 73,04       | 4        | 150,03 | 30               |
| 1           | London Knights | Emily Moffitt mit Hilfiger van de Olmenhoeve    | 0           |            |             | 4        | 150,03 | 30               |
| 1           | London Knights | Emily Moffitt mit Tipsy du Terral               |             | 4          | 76,99       | 4        | 150,03 | 30               |
| 2           | Monaco Aces    | Simon Delestre mit Gain Line                    | 4           | 0          | 73,88       | 4        | 150,30 | 27               |
| 2           | Monaco Aces    | Jérôme Guery mit Garfield de Tiji des Templiers | 0           | 0          | 76,42       | 4        | 150,30 | 27               |

Global Champions Tour: Im Anschluss an die zweite GCL-Prüfung stand die Global Champions Tour-Prüfung von Shanghai auf dem Programm. Im ersten Umlauf der mit 610.000 Euro sehr hoch dotierten Prüfung gelang es 12 der 32 Reiter, ohne Fehler zu bleiben und damit den Einzug in das Stechen zu schaffen. Sieben von ihnen gelang auch dort ein fehlerfreier Ritt. Das beste Ergebnis lieferte Gregory Wathelet, der mit der Schimmelstute Coree weniger als 38 Sekunden für den Stechparcours benötigte und damit gewann.
|             | Reiter           | Pferd       | 1. Umlauf | 1. Umlauf   | Stechen  | Stechen | Wertungs- punkte |
| Strafpunkte | Reiter           | Pferd       | Zeit (s)  | Strafpunkte | Zeit (s) |         | Wertungs- punkte |
| ----------- | ---------------- | ----------- | --------- | ----------- | -------- | ------- | ---------------- |
| 1           | Grégory Wathelet | Coree       | 0         | –           | 0        | 37,91   | 40               |
| 2           | Ben Maher        | Explosion W | 0         | –           | 0        | 38,55   | 37               |
| 3           | Daniel Deußer    | Tobago Z    | 0         | –           | 0        | 39,11   | 35               |

(Plätze eins bis drei von insgesamt 32 Teilnehmern)

### 4. Etappe: Madrid
Die spanische Etappe der Global Champions Tour / Global Champions League fand im Rahmen des 108. CSI von Madrid statt. Das Turnier wurde vom 4. bis 6. Mai 2018 im Club de Campo Villa de Madrid ausgerichtet.
Global Champions League: Während gleich fünf der 19 Teams die erste Teilprüfung mit vier Strafpunkten beendeten, blieb nur eine Mannschaft ohne jeden Fehler: Pedro Veniss und Daniel Deußer waren mit ihren Pferden für die Shanghai Swans am Start gewesen. Beide Reiter traten auch in der zweiten Teilprüfung an, brachten jedoch andere Pferde an den Start. Je vier Strafpunkte erhöhten das Ergebnis der Shanghai Swans auf acht Strafpunkte. Zwei Mannschaften konnten hiervon profitieren und zogen an ihnen vorbei: Die Rome Gladiators bekamen zu ihren vier Strafpunkten aus der ersten Prüfung nur einen Zeitstrafpunkt hinzu. Ganz ohne Strafpunkte aus der zweiten Teilprüfung blieben die London Knights, die damit die Etappe von Madrid mit insgesamt vier Strafpunkten gewannen.
|             | Team            | Reiter/Pferde                              | 1. Prüfung  | 2. Prüfung | 2. Prüfung  | Gesamt   | Gesamt | Wertungs- punkte |
| Strafpunkte | Team            | Reiter/Pferde                              | Strafpunkte | Zeit (s)   | Strafpunkte | Zeit (s) |        | Wertungs- punkte |
| ----------- | --------------- | ------------------------------------------ | ----------- | ---------- | ----------- | -------- | ------ | ---------------- |
| 1           | London Knights  | Emily Moffitt mit Tipsy du Terral          | 4           |            |             | 4        | 139,50 | 30               |
| 1           | London Knights  | Ben Maher mit Winning Good                 | 0           |            |             | 4        | 139,50 | 30               |
| 1           | London Knights  | Nicola Philippaerts mit Harley vd Bisschop |             | 0          | 70,77       | 4        | 139,50 | 30               |
| 1           | London Knights  | Ben Maher mit Explosion W                  |             | 0          | 68,73       | 4        | 139,50 | 30               |
| 2           | Rome Gladiators | Laura Kraut mit Confu                      | 0           | 0          | 74,98       | 5        | 150,13 | 27               |
| 2           | Rome Gladiators | Lorenzo de Luca mit Limestone Grey         | 4           |            |             | 5        | 150,13 | 27               |
| 2           | Rome Gladiators | Abdel Said mit Jumpy van de Hermitage      |             | 1          | 75,15       | 5        | 150,13 | 27               |

Global Champions Tour: Der Große Preis als GCT-Etappe von Madrid stand am 5. Mai 2018 ab 18:45 Uhr auf dem Programm. 35 Reiter waren hier am Start, zehn von ihnen glückte ein fehlerfreier Ritt. Im Stechen dieser zehn Reiter blieben sieben Teilnehmer erneut fehlerfrei. Nicola Philippaerts war mit Harley vd Bisschop der erste Stechteilnehmer, der eine Zeit von weniger als 40 Sekunden benötigte. Fehlerfrei setzte er sich an die Spitze des Klassements. Eduardo Álvarez Aznar folgte mit dem 13-jährigen Rokfeller de Pleville als nächster Starter. Nachdem er die Ziellinie überwunden hatte, gab es zwei Erstplatzierte: Álvarez Aznar hatte wie Philippaerts zuvor ohne Fehler in 39,79 Sekunden benötigt.
Nochmals über zwei Sekunden schneller im Ziel war Danielle Goldstein, der mit Lizziemary jedoch ein Hindernisfehler unterlief. Letzter Starter war Ben Maher, dessen neunjähriger Wallach Explosion W zu den jüngsten Pferden im Starterfeld zählte. Er war knapp langsamer als Goldstein, blieb jedoch ohne Strafpunkte und sicherte sich damit dem Sieg.
|             | Reiter                | Pferd                 | 1. Umlauf | 1. Umlauf   | Stechen  | Stechen | Wertungs- punkte |
| Strafpunkte | Reiter                | Pferd                 | Zeit (s)  | Strafpunkte | Zeit (s) |         | Wertungs- punkte |
| ----------- | --------------------- | --------------------- | --------- | ----------- | -------- | ------- | ---------------- |
| 1           | Ben Maher             | Explosion W           | 0         | –           | 0        | 37,73   | 40               |
| 2           | Nicola Philippaerts   | Harley vd Bisschop    | 0         | –           | 0        | 39,79   | 36               |
| 2           | Eduardo Álvarez Aznar | Rokfeller de Pleville | 0         | –           | 0        | 39,79   | 36               |

(Plätze eins bis drei von insgesamt 35 Teilnehmern)

### 5. Etappe: Hamburg

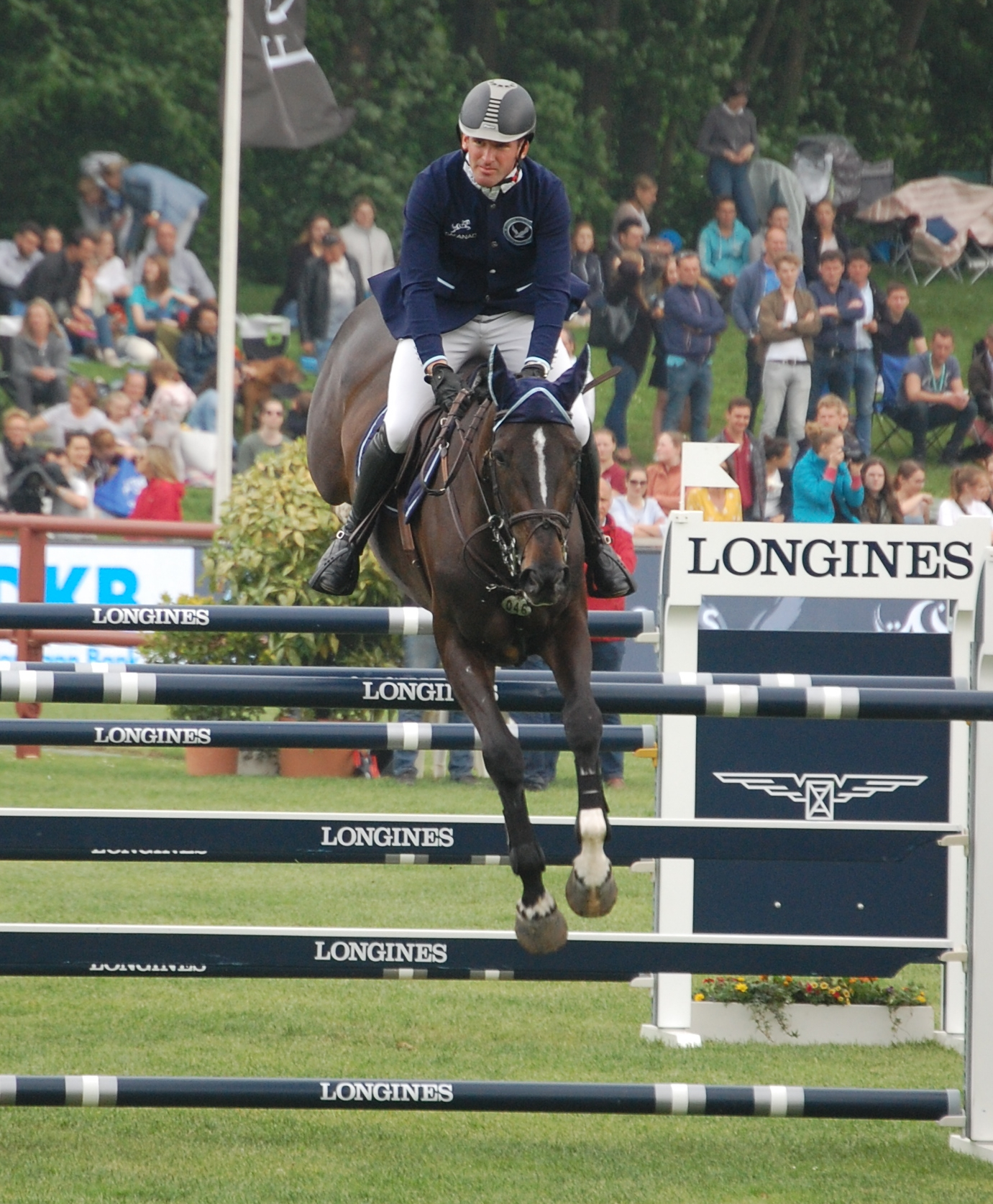
In der ersten GCL-Teilprüfung erfolgreich: Philipp Weishaupt mit Asathir für die Berlin Eagles

Das Deutsche Spring- und Dressurderby am Himmelfahrtswochenende, vom 9. bis 13. Mai 2018, ausgetragen. Das erste von zwei deutschen Turnieren der GCT/GCL fand in Hamburg-Klein Flottbek statt.
Global Champions League: Das Championat von Hamburg, die erste Teilprüfung der Global Champions League, wurde in der Ausschreibung angepasst und zu einer Fehler-Zeit-Springprüfung ohne Stechen vereinfacht. Bereits das zweite Team, die Berlin Eagles, vertreten durch Ludger Beerbaum mit Chiara und Philipp Weishaupt mit Asathir, blieb ohne Fehler. Erst 15 Mannschaften später gab es das zweite fehlerfreie Team, die St. Tropez Pirates. Drei weitere Mannschaften beendeten mit nur einem Zeitfehler die erste Teilprüfung.
Zwei Tage später in der zweiten Teilprüfung lief es für die Berlin Eagles deutlich schlechter, 20 Strafpunkte für Beerbaum und Weishaupt warfen das Team auf Rang 14 zurück. Ohne Springfehler blieben in dieser Prüfung nur London Knights mit Nicola Philippaerts und Martin Fuchs, mit neun Strafpunkten aus Teilprüfung eins reichte es für Rang fünf. Die Shanghai Swans (Pius Schwizer und Shane Sweetnam) und Valkenswaard United bekamen zu ihrem einen Zeitstrafpunkt aus der ersten Prüfung noch vier Strafpunkte hinzu. Die Reiter von Valkenswaard United waren jedoch im zweiten Umlauf gut zehn Sekunden schneller und sicherten sich damit den zweiten Rang. Auf Platz eins kamen die St. Tropez Pirates, die auf vier Strafpunkte aus beiden Teilprüfungen kamen.
|             | Team                | Reiter/Pferde                          | 1. Prüfung  | 2. Prüfung | 2. Prüfung  | Gesamt   | Gesamt | Wertungs- punkte |
| Strafpunkte | Team                | Reiter/Pferde                          | Strafpunkte | Zeit (s)   | Strafpunkte | Zeit (s) |        | Wertungs- punkte |
| ----------- | ------------------- | -------------------------------------- | ----------- | ---------- | ----------- | -------- | ------ | ---------------- |
| 1           | St. Tropez Pirates  | Laura Klaphake mit Catch me if you can | 0           | 4          | 75,39       | 4        | 151,38 | 30               |
| 1           | St. Tropez Pirates  | Pieter Devos mit Claire Z              | 0           |            |             | 4        | 151,38 | 30               |
| 1           | St. Tropez Pirates  | Pieter Devos mit Apart                 |             | 0          | 75,99       | 4        | 151,38 | 30               |
| 2           | Valkenswaard United | Jur Vrieling mit Glasgow v. Merelsnest | 1           | 4          | 74,57       | 5        | 146,04 | 27               |
| 2           | Valkenswaard United | Maurice Tebbel mit Chaccos' Son        | 0           |            |             | 5        | 146,04 | 27               |
| 2           | Valkenswaard United | Marcus Ehning mit Pret a Tout          |             | 0          | 71,47       | 5        | 146,04 | 27               |

Global Champions Tour: Im Normalumlauf des Großen Preises von Hamburg, zugleich GCT-Etappe Hamburgs, galt es für die Reiter mit ihren Pferden fehlerfrei in 84 Sekunden zu bleiben. Zehn der 35 Starter gelang es nicht, die erlaubte Zeit einzuhalten. Drei von ihnen waren ansonsten ohne Fehler geblieben und verpassten daher den Einzug in das Stechen. In diesem traten die sieben Reiter an, die fehlerfrei im Normalumlauf geblieben waren.
Jos Verlooy, der mit seinem Schimmel Caracas als fünfter Starter im Normalumlauf die erste Null-Fehler-Runde erritt, musste im Stechen vorlegen. Er kam in einer schnellen Zeit von 39,12 Sekunden in das Ziel, ein Hindernisfehler brachte jedoch vier Strafpunkte für ihn. Der Weltranglistenerste, Harrie Smolders, folgte als zweiter Reiter im Stechen. Er blieb ohne Fehler und seine Zeit von unter 38 Sekunden war sehr schnell. Die nächsten drei Reiter kamen nicht an die Zeit heran und bekamen obendrein noch Hindernisfehler. Martin Fuchs gelang es mit Chaplin, Smolders Zeit zu unterbieten. Doch auch ihm unterlief ein Fehler, in der verbliebenen zweifachen Kombination kam er aufgrund des hohen Tempos zu dicht an den zweiten Sprung heran. Maurice Tebbel als letzter Starter gelang die zweite Null-Fehler-Runde des Stechens, mit Chaccos' Son kam er in 39,14 Sekunden über die Ziellinie. Damit stand für Tebbel nach dem zweiten Platz in der Global Champions League und dem Sieg in der zweiten GCL-Teilprüfung (dort als Einzelreiter) auch der zweite Platz in der Global Champions Tour fest. Für Harrie Smolders und seinen Hengst Don folgte nach zwei zweiten Plätzen 2016 und 2017 der Sieg im Großen Preis von Hamburg 2018.
|             | Reiter          | Pferd        | 1. Umlauf | 1. Umlauf   | Stechen  | Stechen | Wertungs- punkte |
| Strafpunkte | Reiter          | Pferd        | Zeit (s)  | Strafpunkte | Zeit (s) |         | Wertungs- punkte |
| ----------- | --------------- | ------------ | --------- | ----------- | -------- | ------- | ---------------- |
| 1           | Harrie Smolders | Don Z        | 0         | –           | 0        | 37,97   | 40               |
| 2           | Maurice Tebbel  | Chaccos' Son | 0         | –           | 0        | 39,14   | 37               |
| 3           | Martin Fuchs    | Chaplin      | 0         | –           | 4        | 37,69   | 35               |

(Plätze eins bis drei von insgesamt 35 Teilnehmern)

### 6. Etappe: Saint-Tropez
Der Auftakt zu drei GCT-/GCL-Turnieren an der Côte d’Azur im Juni bildete die Athina Onassis Horse Show in Saint-Tropez. Austragungsort der Veranstaltung ist eine gut 200 Meter vom Strand entfernte Fläche im Süden des Plage de Pampelonne, der bereits zum Gemeindegebiet von Ramatuelle gehört.
Bereits seit 2014 findet das Turnier jeweils am Wochenende vor dem GCT-Turnier von Cannes statt, 2018 ist es erstmals selbst Teil der beiden Turnierserien. Es ist das zweite Mal, dass ein Turnier unter dem Namenspatronat von Athina Onassis ausgerichtet wird: Von 2007 bis 2012 veranstalteten Onassis und ihr damaliger Ehemann Doda de Miranda die Athina Onassis International Horse Show zunächst in São Paulo, dann in Rio de Janeiro. Von 2009 an war diese Teil der Global Champions Tour.
Global Champions League: Die Hauptprüfung des ersten Turniertages, die ersten Teilprüfung der GCL, beendeten zwei Mannschaften ohne Fehler: Die Shanghai Swans, vertreten durch Pedro Veniss und Daniel Deußer, sowie Miami Celtics, für die Shane Breen und Jessica Springsteen am Start waren. Zwei Tage später, in der zweiten Teilprüfung, konnten die Miami Celtics ihren Spitzenplatz nicht halten, mit 12 Strafpunkten beendeten sie die GCL von Saint-Tropez auf Rang vier. Mit nur acht Strafpunkten (vier je Teilprüfung) schoben sich die London Knights auf den zweiten Rang. Doch der Sieg ging ungefährdet an das Team der Shanghai Swans, die erneut beide Ritte ohne Fehler abschlossen.
|             | Team           | Reiter/Pferde                           | 1. Prüfung  | 2. Prüfung | 2. Prüfung  | Gesamt   | Gesamt | Wertungs- punkte |
| Strafpunkte | Team           | Reiter/Pferde                           | Strafpunkte | Zeit (s)   | Strafpunkte | Zeit (s) |        | Wertungs- punkte |
| ----------- | -------------- | --------------------------------------- | ----------- | ---------- | ----------- | -------- | ------ | ---------------- |
| 1           | Shanghai Swans | Pedro Veniss mit Uccello de Will        | 0           |            |             | 0        | 139,44 | 30               |
| 1           | Shanghai Swans | Pedro Veniss mit Quabri de l'Isle       |             | 0          | 71,50       | 0        | 139,44 | 30               |
| 1           | Shanghai Swans | Daniel Deußer mit Tobago Z              | 0           | 0          | 67,94       | 0        | 139,44 | 30               |
| 2           | London Knights | Ben Maher mit Winning Good              | 4           | 0          | 70,87       | 8        | 141,76 | 27               |
| 2           | London Knights | Olivier Philippaerts mit Legend of Love | 0           | 4          | 70,89       | 8        | 141,76 | 27               |

Global Champions Tour: Die erlaubte Zeit von 84 Sekunden des von Uliano Vezzani erbauten Kurs des Normalumlaufs erwies sich als großzügig: Von den 34 Teilnehmern bekam nur Athina Onassis mit ihrem Wallach Going Global Zeitstrafpunkte. Als Fehlerschwerpunkt erwies sich der Einsprung in die zweifache Kombination (Hindernis 9a), wo auch Christian Ahlmann und Daniel Deußer jeweils einen ihrer zwei Hindernisfehler bekamen. Ohne Hindernisfehler blieben sieben Reiter, die damit das Starterfeld des Stechens bildeten.
Zum Auftakt des Stechens gab es gleich eine Null-Fehler-Runde von Peder Fredricson und Hansson in einer Zeit von 39,77 Sekunden. Die nächsten drei Reiter waren schneller als Fredricson, kassierten jedoch jeweils einen Hindernisfehler. Darunter war auch die mit Abstand schnellste Zeit des Stechens: Olivier Philippaerts erreichte das Ziel mit seiner Schimmelstute Legend of Love in nur 36,10 Sekunden. Edwina Tops-Alexander übernahm mit der zweiten fehlerfreien Runde die Führung, doch Ben Maher als nächster Starter nahm ihr diese mit einer noch schnelleren Zeit wieder ab. Carlos Enrique Lopez Lizarazo als letzter Starter zeigte mit dem 13-jährigen Admara eine ebenfalls schnelle Null-Fehler-Runde und setzte sich auf Rang zwei. Somit stand für Maher nach Madrid der zweite GCT-Sieg der Saison statt, mit Winning Good ritt er erneut ein erst neunjähriges Pferd.
|             | Reiter                        | Pferd        | 1. Umlauf | 1. Umlauf   | Stechen  | Stechen | Wertungs- punkte |
| Strafpunkte | Reiter                        | Pferd        | Zeit (s)  | Strafpunkte | Zeit (s) |         | Wertungs- punkte |
| ----------- | ----------------------------- | ------------ | --------- | ----------- | -------- | ------- | ---------------- |
| 1           | Ben Maher                     | Winning Good | 0         | –           | 0        | 37,44   | 40               |
| 2           | Carlos Enrique Lopez Lizarazo | Admara       | 0         | –           | 0        | 38,41   | 37               |
| 3           | Edwina Tops-Alexander         | California   | 0         | –           | 0        | 38,78   | 35               |

(Plätze eins bis drei von insgesamt 34 Teilnehmern)

### 7. Etappe: Cannes
Eine Woche nach Saint-Tropez stand das zweite Côte-d’Azur-Turnier der GCT/GCL an: In Cannes fand vom 7. bis zum 9. Juni 2018 das Turnier Jumping Cannes statt. Das Fußballstadion Stade des Hespérides, welches sich in unmittelbarer Nähe zum Boulevard de la Croisette befindet, diente als Austragungsort.
Global Champions League: Die erste der beiden Teilprüfungen erwies sich für die Teams als lösbare Aufgabe: Acht der 19 Mannschaften kamen mit vier oder weniger Strafpunkten in das Ziel, zwei von ihnen blieben ohne Strafpunkte. Während 12 Strafpunkte die Prague Lions (vertreten durch Aleš Opatrný und Niels Bruynseels) in der zweiten Prüfung auf Rang fünf abfallen ließen, konnte die Miami Celtics auch in der zweiten Teilprüfung mit um den Sieg reiten. Mit acht Strafpunkten kam man auf das gleiche Ergebnis wie das Team Valkenswaard United. Doch die Zeit von Valkenswaard United war Bruchteile einer Sekunde schneller, so dass die von Alberto Zorzi und Jur Vrieling repräsentierte Mannschaft den Sieg errang.
|             | Team                | Reiter/Pferde                             | 1. Prüfung  | 2. Prüfung | 2. Prüfung  | Gesamt   | Gesamt | Wertungs- punkte |
| Strafpunkte | Team                | Reiter/Pferde                             | Strafpunkte | Zeit (s)   | Strafpunkte | Zeit (s) |        | Wertungs- punkte |
| ----------- | ------------------- | ----------------------------------------- | ----------- | ---------- | ----------- | -------- | ------ | ---------------- |
| 1           | Valkenswaard United | Alberto Zorzi mit Fair Light van't Heike  | 0           | 4          | 78,70       | 8        | 157,20 | 30               |
| 1           | Valkenswaard United | Jur Vrieling mit Glasgow van't Merelsnest | 4           | 0          | 78,50       | 8        | 157,20 | 30               |
| 2           | Miami Celtics       | Jessica Springsteen mit Swinny du Parc    | 0           | 8          | 76,07       | 8        | 141,76 | 27               |
| 2           | Miami Celtics       | Cameron Hanley mit Quirex                 | 0           | 0          | 81,75       | 8        | 141,76 | 27               |

Global Champions Tour: Der Parcours des Großen Preises erwies sich gleich für die ersten Reiter als extrem herausfordernd: Die ersten beiden Starter, Kevin Staut und Bertram Allen, gaben beide im Bereich der dreifachen Kombination (Hindernis 9a/9b/9c) auf. Geir Gulliksen und Quatro als drittes Starterpaar taten sich hier ebenfalls schwer, am Ende kamen sie auf 20 Strafpunkte. Ludger Beerbaum ging als achter Reiter in den Parcours des Normalumlaufs, ihm gelang mit Casello die erste Null-Fehler-Runde. Sieben weitere fehlerfreie Ritte folgten im Laufe des Normalumlaufs.
Beerbaum musste im Stechen als erster Reiter vorlegen, er blieb ohne Fehler. Dennoch sollte es für ihn nur für Rang acht reichen: Alle sieben folgenden Reiter kamen ohne Fehler in das Ziel, so dass das Stechen ausschließlich über die Zeit entschieden wurde. Harrie Smolders als zweiter Reiter im Stechen war mit Emerald gleich über vier Sekunden schneller als Beerbaum. Peder Fredricson als fünfter Stechteilnehmer konnte Smolders die Führung abnehmen. Dabei sollte es bleiben, Fredricson siegte in der GCT-Etappe von Cannes.
|             | Reiter           | Pferd   | 1. Umlauf | 1. Umlauf   | Stechen  | Stechen | Wertungs- punkte |
| Strafpunkte | Reiter           | Pferd   | Zeit (s)  | Strafpunkte | Zeit (s) |         | Wertungs- punkte |
| ----------- | ---------------- | ------- | --------- | ----------- | -------- | ------- | ---------------- |
| 1           | Peder Fredricson | Hansson | 0         | –           | 0        | 38,05   | 40               |
| 2           | Harrie Smolders  | Emerald | 0         | –           | 0        | 38,46   | 37               |
| 3           | Simon Delestre   | Ryan    | 0         | –           | 0        | 38,53   | 35               |

(Plätze eins bis drei von insgesamt 33 Teilnehmern)

### 8. Etappe: Cascais
In diesem Jahr auf einem früheren Termin, zwischen den GCT/GCL-Turnieren an der Côte d’Azur, fand die portugiesische Etappe statt. Nachdem es im Vorjahr nur zwei Tage umfasste, wurde der CSI 5* von Cascais wieder über drei Tage vom 14. bis 16. Juni 2018 durchgeführt. Austragungsort war das Hipódromo Manuel Possolo.
Global Champions League: Hauptprüfung am 14. Juni war die erste Teilprüfung der Global Champions League. Gleich bei fünf Teams blieben hier beide Reiter ohne Fehler, eine weitere Mannschaft erhielt nur einen Zeitstrafpunkt. Die zweite Teilprüfung am Turniersamstag brachte das Ergebnis nochmal komplett durcheinander: Fehlerfrei blieben hier nur die Shanghai Swans und Chantilly Pegasus, beide Mannschaften hatten jedoch in der ersten Prüfung 16 Strafpunkte erhalten und hatte somit keine Chance mehr auf den Sieg. Nur vier Strafpunkte zu ihrem Null-Strafpunkte-Zwischenstand aus der ersten Prüfung hinzu bekamen die Teams Paris Panthers und Scandinavian Vikings. Insbesondere eine schnelle Zeit von Gregory Wathelet und Nevados S brachte den Paris Panthers die bessere Zeit aus der zweiten Teilprüfung und damit den Sieg.
|             | Team                 | Reiter/Pferde                       | 1. Prüfung  | 2. Prüfung | 2. Prüfung  | Gesamt   | Gesamt | Wertungs- punkte |
| Strafpunkte | Team                 | Reiter/Pferde                       | Strafpunkte | Zeit (s)   | Strafpunkte | Zeit (s) |        | Wertungs- punkte |
| ----------- | -------------------- | ----------------------------------- | ----------- | ---------- | ----------- | -------- | ------ | ---------------- |
| 1           | Paris Panthers       | Darragh Kenny mit Balou du Reventon | 0           | 0          | 66,68       | 4        | 130,01 | 30               |
| 1           | Paris Panthers       | Gregory Wathelet mit Qualido        | 0           |            |             | 4        | 130,01 | 30               |
| 1           | Paris Panthers       | Gregory Wathelet mit Nevados S      |             | 4          | 63,33       | 4        | 130,01 | 30               |
| 2           | Scandinavian Vikings | Christian Ahlmann mit Clintrexo Z   | 0           | 0          | 67,15       | 4        | 132,98 | 27               |
| 2           | Scandinavian Vikings | Leopold van Asten mit Beauty        | 0           | 4          | 65,83       | 4        | 132,98 | 27               |

Global Champions Tour: Bei kräftigem Wind wurde die GCT-Wertungsprüfung am 16. Juni ab 21:30 Uhr durchgeführt. Zeitstrafpunkte bekam im von Frank Rothenberger erbauten Parcours des Normalumlaufs nur ein Reiter, acht von ihnen blieben ohne Fehler und zogen in das Stechen ein.
Piergiorgio Bucci trat als erster Reiter im Stechen an und blieb mit seinem neunjährigen Hengst Diesel fehlerfrei, dies jedoch mit einer eher langsamen Zeit von 47,09 Sekunden. Es folgte das Siegerpaar des Vorjahres, Danielle Goldstein und Lizziemary. Die für Israel startende Reiterin übernahm die Führung, das Ziel erreichte sie in 41,72 Sekunden. Philip Houston kam mit seiner Stute Chalanda nicht an diese Zeit heran, auch Julien Epaillard gelang nicht der Sprung an die Spitze. Anders Gregory Wathelet, ohne Fehler benötigte er 40,93 Sekunden. Doch seine Führung hielt nur einen Ritt, Nicola Philippaerts benötigte mit Harley vd Bisschop nochmal über eine Sekunde weniger Zeit für den Parcours. Während Christian Kukuk vier Strafpunkte bekam, beendete Eduardo Álvarez Aznar den Stechparcours als letzter Starter ohne Fehler, er kam auf den dritten Rang.
|             | Reiter                | Pferd                 | 1. Umlauf | 1. Umlauf   | Stechen  | Stechen | Wertungs- punkte |
| Strafpunkte | Reiter                | Pferd                 | Zeit (s)  | Strafpunkte | Zeit (s) |         | Wertungs- punkte |
| ----------- | --------------------- | --------------------- | --------- | ----------- | -------- | ------- | ---------------- |
| 1           | Nicola Philippaerts   | Harley vd Bisschop    | 0         | –           | 0        | 39,57   | 40               |
| 2           | Gregory Wathelet      | Nevados S             | 0         | –           | 0        | 40,93   | 37               |
| 3           | Eduardo Álvarez Aznar | Rokfeller de Pleville | 0         | –           | 0        | 41,36   | 35               |

(Plätze eins bis drei von insgesamt 32 Teilnehmern)

### 9. Etappe: Monaco
Am letzten Juniwochenende war der Stadtstaat Monaco Austragungsort einer GCT-/GCL-Etappe. Durchgeführt wurde das Turnier Jumping International de Monte Carlo auf einem für die Veranstaltung aufgeschütteten Sandplatz am Ufer des Boulevard Albert 1er am Port Hercule. Es fand vom 28. bis zum 30. Juni 2018 statt.
Global Champions League: Am Abend des ersten Turniertages galt es für die Reiter, den ersten der zwei GCL-Parcours zu bewältigen. Fehler gab es hier wenige: 11 Mannschaften kamen nur auf maximal vier Strafpunkte, fünf von ihnen blieben ganz ohne Fehler. Die zweite Runde des Global Champions League von Monaco, ausgerichtet am letzten Turniertag, brachte das Ergebnis deutlich durcheinander. Vier zuvor fehlerfreie Teams bekamen nun Strafpunkte, so dass die zuvor sechstplatzierten Reiter der London Knights mit zwei fehlerfreien Runden und einer schnellen Zeit auf den zweiten Platz vorrückten. In beiden Runden der GCL mit beiden Reitern ohne Fehler bedeutet den Sieg für die Rome Gladiators.
|             | Team              | Reiter/Pferde                                       | 1. Prüfung  | 2. Prüfung | 2. Prüfung  | Gesamt   | Gesamt | Wertungs- punkte |
| Strafpunkte | Team              | Reiter/Pferde                                       | Strafpunkte | Zeit (s)   | Strafpunkte | Zeit (s) |        | Wertungs- punkte |
| ----------- | ----------------- | --------------------------------------------------- | ----------- | ---------- | ----------- | -------- | ------ | ---------------- |
| 1           | Montreal Diamonds | Constant van Paesschen mit Jilbert van't Ruytershof | 0           | 0          | 68,46       | 0        | 134,64 | 30               |
| 1           | Montreal Diamonds | Marlon Módolo Zanotelli mit Rock'n Roll Semilly     | 0           | 0          | 66,18       | 0        | 134,64 | 30               |
| 2           | London Knights    | Martin Fuchs mit Chaplin                            | 4           |            |             | 4        | 130,23 | 27               |
| 2           | London Knights    | Martin Fuchs mit Chica                              |             | 0          | 66,97       | 4        | 130,23 | 27               |
| 2           | London Knights    | Ben Maher mit Winning Good                          | 0           | 0          | 63,26       | 4        | 130,23 | 27               |

Global Champions Tour: Viele Zeitstrafpunkte waren in der GCT-Wertungsprüfung von Monaco, dem Grand Prix des Fürsten von Monaco, zu verzeichnen. So verpasste etwa Christian Kukuk als bester Deutscher mit einem Zeitstrafpunkt den Einzug in das Stechen, er ritt den Schimmelhengst Cordess. Damit kam er auf Rang sieben, sechs Reiter qualifizierten sich für das Stechen. Mit Jérôme Guery, Harrie Smolders und Pius Schwizer gelangen den ersten drei Stechteilnehmern keine fehlerfreien Runden. Daraufhin ritt Denis Lynch als vierter Reiter langsamer. Seine Taktik ging auf, er blieb dabei fehlerfrei und hatte damit bereits einen Platz auf den Podium sicher. Alberto Zorzi beließ es nicht bei einer langsamen Runde, er kam ohne Fehler fast fünf Sekunden schneller als Lynch ins Ziel und übernahm die Führung. Damit musste Shane Breen als letzter Reiter ebenfalls auf ein hohes Tempo setzen, wollte er die Prüfung gewinnen. Dies tat er, mit Ipswich van de Wolfsakker kam er in 35,56 Sekunden ins Ziel. Ohne Strafpunkte stand sein Sieg damit fest.
|             | Reiter        | Pferd                     | 1. Umlauf | 1. Umlauf   | Stechen  | Stechen | Wertungs- punkte |
| Strafpunkte | Reiter        | Pferd                     | Zeit (s)  | Strafpunkte | Zeit (s) |         | Wertungs- punkte |
| ----------- | ------------- | ------------------------- | --------- | ----------- | -------- | ------- | ---------------- |
| 1           | Shane Breen   | Ipswich van de Wolfsakker | 0         | –           | 0        | 35,56   | 40               |
| 2           | Alberto Zorzi | Fair Light van't Heike    | 0         | –           | 0        | 35,72   | 37               |
| 3           | Denis Lynch   | Bella Baloubet            | 0         | –           | 0        | 40,43   | 35               |

(Plätze eins bis drei von insgesamt 34 Teilnehmern)

### 10. Etappe: Paris
Im Zentrum von Paris, auf dem Marsfeld vor der École militaire und damit in Sichtweite zum Eiffelturm wurde die zehnte Etappe in Paris ausgetragen. Vom 5. bis 7. Juli 2018 fand das Turnier Paris Eiffel Jumping statt.
Global Champions League: Nur zu wenigen Strafpunkten kam es in der ersten Teilprüfung der GCL. Wie bereits in Monaco kamen 11 der 19 Teams mit vier oder weniger Strafpunkten in das Ziel, drei Mannschaften blieben komplett ohne Fehler. Das von diesen drei schnellste Team, die Hamburg Giants, fielen in der zweiten Teilprüfung aufgrund von neun Strafpunkten von Rene Lopez auf den neunten Rang zurück. Anders Madrid in Motion und die Montreal Diamonds: Beide Mannschaften blieben auch ein zweites Mal mit beiden Reitern fehlerfrei und damit komplett ohne Fehler. Jos Verlooy und Harrie Smolders benötigten mit ihren Pferden in der zweiten Prüfung jeweils weniger als 80 Sekunden für die Überwindung des Parcours, was Montreal Diamonds die bessere Zeit und damit den Sieg einbrachte.
|             | Team              | Reiter/Pferde                                   | 1. Prüfung  | 2. Prüfung | 2. Prüfung  | Gesamt   | Gesamt | Wertungs- punkte |
| Strafpunkte | Team              | Reiter/Pferde                                   | Strafpunkte | Zeit (s)   | Strafpunkte | Zeit (s) |        | Wertungs- punkte |
| ----------- | ----------------- | ----------------------------------------------- | ----------- | ---------- | ----------- | -------- | ------ | ---------------- |
| 1           | Montreal Diamonds | Jos Verlooy mit Igor                            | 0           | 0          | 79,51       | 0        | 159,37 | 30               |
| 1           | Montreal Diamonds | Harrie Smolders mit Don Z                       | 0           | 0          | 79,86       | 0        | 159,37 | 30               |
| 2           | Madrid in Motion  | Eduardo Álvarez Aznar mit Rokfeller de Pleville | 0           | 0          | 80,44       | 0        | 163,07 | 27               |
| 2           | Madrid in Motion  | Marc Houtzager mit Calimero                     | 0           | 8          | 82,63       | 0        | 163,07 | 27               |

Global Champions Tour: Elf der 35 Teilnehmer des ersten Umlaufs qualifizierten sich mit einer Null-Fehler-Runde für das Stechen. Bertram Allen eröffnete das Stechen und legte mit seiner Schimmelstute Molly Malone V stark vor: Er blieb fehlerfrei und benötigte für den Parcours nur 36,32 Sekunden. Als erster annähernd an die Zeit Allens heran kam Gregory Wathelet, der mit Nevados S jedoch an einem Hindernis vier Strafpunkte bekam. Harrie Smolders benötigte für den Kurs mit seinem Hengst Don 37,06 Sekunden, fehlerfrei setzte er sich auf Rang zwei. Bereits kurz vor Ende des Stechens gelang es mit Olivier Philippaerts einem weiteren Reiter, in einer schnelleren Zeit als Bertram Allen in das Ziel zu kommen. Doch am Aussprung einer zweifachen Kombination, die im Stechen aus einer Rechtswendung anzureiten war und an die eine Linkswendung anschloss, unterlief ihm ein Hindernisfehler. Vorletzter Starter war Sameh El Dahan. Dem Ägypter gelang es schließlich, mit seiner Stute Suma's Zorro die acht Ritte andauernde Führung von Allen zu beenden. Das Siegerpaar von Cannes, Peder Fredricson und Hansson, bekamen als letztes Paar im Stechen vier Strafpunkte, El Dahan stand damit als Sieger fest.
|             | Reiter          | Pferd          | 1. Umlauf | 1. Umlauf   | Stechen  | Stechen | Wertungs- punkte |
| Strafpunkte | Reiter          | Pferd          | Zeit (s)  | Strafpunkte | Zeit (s) |         | Wertungs- punkte |
| ----------- | --------------- | -------------- | --------- | ----------- | -------- | ------- | ---------------- |
| 1           | Sameh El Dahan  | Suma's Zorro   | 0         | –           | 0        | 36,32   | 40               |
| 2           | Bertram Allen   | Molly Malone V | 0         | –           | 0        | 36,86   | 37               |
| 3           | Harrie Smolders | Don Z          | 0         | –           | 0        | 37,06   | 35               |

(Plätze eins bis drei von insgesamt 35 Teilnehmern)

### 11. Etappe: Chantilly
Am Wochenende nach dem GCT/GCL-Turnier von Paris stand gleich das nächste Turnier im Großraum der französischen Hauptstadt an. Vom 12. bis 15. Juli 2018 wurde auf dem Gelände der Rennbahn am Rande des Schlosses von Chantilly das CSI 5*-Turnier von Chantilly ausgetragen.
Global Champions League: Am Freitagnachmittag schlossen drei Teams den ersten Umlauf der Global Champions League von Chantilly ohne Fehler ab: London Knights, Miami Celtics und Valkenswaard United. Den zweiten Umlauf, nicht ganz 24 Stunden später, beendete nur eine Mannschaft fehlerfrei, die Hamburg Giants. Doch das von Rene Lopez, Sameh El Dahan und Cindy van der Straten vertretene Team hatte im ersten Umlauf bereits 12 Strafpunkte erhalten, so dass es im Gesamtergebnis nur für Rang sieben ausreichte. Die London Knights und Valkenswaard United bekamen zu ihrem Ergebnis noch jeweils vier Strafpunkte hinzu und machten den Sieg unter sich aus. Alberto Zorzi bewältigte mit Contanga den Parcours des zweiten Umlaufs zwar fehlerfrei, doch mit einer Zeit von über 82 Sekunden recht langsam. Damit fiel Valkenswaard United, für die er am Start war, hinter den London Knights zurück.
|             | Team                | Reiter/Pferde                        | 1. Prüfung  | 2. Prüfung | 2. Prüfung  | Gesamt   | Gesamt | Wertungs- punkte |
| Strafpunkte | Team                | Reiter/Pferde                        | Strafpunkte | Zeit (s)   | Strafpunkte | Zeit (s) |        | Wertungs- punkte |
| ----------- | ------------------- | ------------------------------------ | ----------- | ---------- | ----------- | -------- | ------ | ---------------- |
| 1           | London Knights      | Nicola Philippaerts mit Chilli Willi | 0           | 4          | 76,83       | 4        | 152,18 | 30               |
| 1           | London Knights      | Ben Maher mit Winning Good           | 0           |            |             | 4        | 152,18 | 30               |
| 1           | London Knights      | Ben Maher mit Explosion W            |             | 0          | 75,35       | 4        | 152,18 | 30               |
| 2           | Valkenswaard United | Alberto Zorzi mit Contanga           | 0           | 0          | 82,04       | 4        | 155,70 | 27               |
| 2           | Valkenswaard United | Marcus Ehning mit Comme il faut      | 0           |            |             | 4        | 155,70 | 27               |
| 2           | Valkenswaard United | Marcus Ehning mit Cornado NRW        |             | 4          | 73,66       | 4        | 155,70 | 27               |

Global Champions Tour: Zehn Reitern gelang im Normalumlauf mit einer fehlerfreien Runde die Qualifikation für das Stechen. Während Jérôme Guery und Jos Verlooy den Stechparcours mit Fehler beendeten, glückte dem dritten Starter der erste fehlerfreie Ritt: Nicola Philippaerts und der Holsteiner Hengst Chilli Willi kamen in 37,26 Sekunden in das Ziel. Zwei weitere Male in diesem Stechen blieben Reiter mit ihren Pferden strafpunktfrei. Dabei kam Daniel Deußer mit Tobago Z äußerst nah an die Zeit von Philippaerts, mit einer Zeit von 37,30 Sekunden wurde er Zweiter.
|             | Reiter              | Pferd        | 1. Umlauf | 1. Umlauf   | Stechen  | Stechen | Wertungs- punkte |
| Strafpunkte | Reiter              | Pferd        | Zeit (s)  | Strafpunkte | Zeit (s) |         | Wertungs- punkte |
| ----------- | ------------------- | ------------ | --------- | ----------- | -------- | ------- | ---------------- |
| 1           | Nicola Philippaerts | Chilli Willi | 0         | –           | 0        | 37,26   | 40               |
| 2           | Daniel Deußer       | Tobago Z     | 0         | –           | 0        | 37,30   | 37               |
| 3           | Alberto Zorzi       | Contanga     | 0         | –           | 0        | 38,63   | 35               |

(Plätze eins bis drei von insgesamt 33 Teilnehmern)

### 12. Etappe: Berlin
Zum zweiten Mal machte die Global Champions Tour Station in Berlin. Austragungsort des Turniers Global Jumping Berlin war der Sommergarten des Berliner Messegeländes, es fand am Wochenende nach dem CHIO Aachen vom 27. bis 29. Juli 2018 statt.
Global Champions League: Vier Mannschaften beendeten am Abend des ersten Turniertages die erste Global-Champions-League-Teilprüfung ohne Strafpunkte. In der zweiten Teilprüfung am Folgetag glückte dies zwei Teams. Einzig die St Tropez Pirates, vertreten durch Edwina Tops-Alexander und Pieter Devos, kamen im Gesamtergebnis auf ein fehlerfreies Ergebnis und gewannen damit die GCL-Etappe von Berlin.
|             | Team              | Reiter/Pferde                           | 1. Prüfung  | 2. Prüfung | 2. Prüfung  | Gesamt   | Gesamt | Wertungs- punkte |
| Strafpunkte | Team              | Reiter/Pferde                           | Strafpunkte | Zeit (s)   | Strafpunkte | Zeit (s) |        | Wertungs- punkte |
| ----------- | ----------------- | --------------------------------------- | ----------- | ---------- | ----------- | -------- | ------ | ---------------- |
| 1           | St Tropez Pirates | Edwina Tops-Alexander mit California    | 0           | 0          | 67,67       | 0        | 135,34 | 30               |
| 1           | St Tropez Pirates | Pieter Devos mit Apart                  | 0           |            |             | 0        | 135,34 | 30               |
| 1           | St Tropez Pirates | Pieter Devos mit Claire Z               |             | 0          | 67,67       | 0        | 135,34 | 30               |
| 2           | London Knights    | Martin Fuchs mit Clooney                | 4           | 0          | 66,16       | 4        | 129,23 | 27               |
| 2           | London Knights    | Olivier Philippaerts mit Legend of Love | 0           | 0          | 63,07       | 4        | 129,23 | 27               |

Global Champions Tour: Am Samstag, den 28. Juli 2018, gegen 15 Uhr, stand der GCT-Grand Prix von Berlin auf dem Programm. Acht Reiter und Pferde zogen nach fehlerfreiem Ritt im Normalumlauf in das Stechen der Prüfung ein. Gleich Niels Bruynseels als erster Reiter im Stechen legte eine Null-Fehler-Runde vor, mit Cas de Liberte benötigte er 39,10 Sekunden. Alberto Zorzi als dritter Reiter war in Stechen ebenso fehlerfrei und war dabei dreieinhalb Sekunden schneller als Bruynseels. Pieter Devos und Christian Ahlmann reihten sich mit etwas langsameren Ritten ohne Strafpunkte direkt hinter Zorzi ein. Die letzten drei Starter im Stechen bekamen jeweils vier Strafpunkte, so dass Alberto Zorzi als Sieger feststand.
|             | Reiter            | Pferd                  | 1. Umlauf | 1. Umlauf   | Stechen  | Stechen | Wertungs- punkte |
| Strafpunkte | Reiter            | Pferd                  | Zeit (s)  | Strafpunkte | Zeit (s) |         | Wertungs- punkte |
| ----------- | ----------------- | ---------------------- | --------- | ----------- | -------- | ------- | ---------------- |
| 1           | Alberto Zorzi     | Fair Light van't Heike | 0         | –           | 0        | 35,53   | 40               |
| 2           | Christian Ahlmann | Clintrexo Z            | 0         | –           | 0        | 36,65   | 37               |
| 3           | Pieter Devos      | Claire Z               | 0         | –           | 0        | 37,96   | 35               |

(Plätze eins bis drei von insgesamt 33 Teilnehmern)

### 13. Etappe: London
In den Gärten des am linken Ufer der Themse gelegenen Royal Hospital Chelsea wurde zum zweiten Mal die einzige britische Etappe der Global Champions Tour/League ausgetragen. Das Turnier in London fand vom 3. bis 5. August 2018 statt.
Global Champions League: Vier der 19 Mannschaften blieben im ersten Umlauf der Global Champions League von London ohne Fehler. Nochmals gelang dies dem Team London Knights im zweiten Umlauf am Folgetag. Als einzige Mannschaft ohne Strafpunkte gewannen sie damit die Prüfung.
|             | Team           | Reiter/Pferde                                | 1. Prüfung  | 2. Prüfung | 2. Prüfung  | Gesamt   | Gesamt | Wertungs- punkte |
| Strafpunkte | Team           | Reiter/Pferde                                | Strafpunkte | Zeit (s)   | Strafpunkte | Zeit (s) |        | Wertungs- punkte |
| ----------- | -------------- | -------------------------------------------- | ----------- | ---------- | ----------- | -------- | ------ | ---------------- |
| 1           | London Knights | Nicola Philippaerts mit Chilli Willi         | 0           | 0          | 78,51       | 0        | 153,03 | 30               |
| 1           | London Knights | Ben Maher mit Winning Good                   | 0           |            |             | 0        | 153,03 | 30               |
| 1           | London Knights | Ben Maher mit Explosion W                    |             | 0          | 74,52       | 0        | 153,03 | 30               |
| 2           | Shanghai Swans | Daniel Deußer mit Cassini Bay                | 4           |            |             | 4        | 153,66 | 27               |
| 2           | Shanghai Swans | Shane Sweetnam mit Chaqui Z                  | 0           |            |             | 4        | 153,66 | 27               |
| 2           | Shanghai Swans | Daniel Deußer mit Tobago Z                   |             | 0          | 73,89       | 4        | 153,66 | 27               |
| 2           | Shanghai Swans | Shane Sweetnam mit Indra van de Oude Heihoef |             | 0          | 79,77       | 4        | 153,66 | 27               |

Global Champions Tour: Am 4. August 2018 ab 17:15 Uhr wurde der GCT-Grand Prix von London ausgerichtet. Von den 34 Reitern beendeten sieben den Normalumlauf fehlerfrei. Den Auftakt zum Stechen dieser sieben Teilnehmer machte Scott Brash. Mit dem neunjährigen Wallach Mr President legte er eine sehr schnelle Zeit von 38,88 Sekunden vor und blieb dabei ohne Strafpunkte. Auch Ludger Beerbaum als zweiter Starter schloss zum zweiten Mal in dieser Prüfung strafpunktfrei ab, blieb mit dem Holsteiner Casello zeitlich deutlich hinter Brash zurück. Den dritten Null-Fehler-Ritt im Stechen erreichte Peder Fredricson, der sich auf dem zweiten Platz einreihte. Schneller als Brash war der letzte Starter im Stechen, Ben Maher. Doch seine Zeit von nur 38,82 Sekunden brachte ihm nicht die Führung, vier Strafpunkte ließen ihn die Prüfung auf dem vierten Platz beenden.
|             | Reiter           | Pferd        | 1. Umlauf | 1. Umlauf   | Stechen  | Stechen | Wertungs- punkte |
| Strafpunkte | Reiter           | Pferd        | Zeit (s)  | Strafpunkte | Zeit (s) |         | Wertungs- punkte |
| ----------- | ---------------- | ------------ | --------- | ----------- | -------- | ------- | ---------------- |
| 1           | Scott Brash      | Mr President | 0         | –           | 0        | 38,88   | 40               |
| 2           | Peder Fredricson | Hansson      | 0         | –           | 0        | 39,84   | 37               |
| 3           | Ludger Beerbaum  | Casello      | 0         | –           | 0        | 41,15   | 35               |

(Plätze eins bis drei von insgesamt 34 Teilnehmern)

### 14. Etappe: Valkenswaard
Am Wochenende nach dem Londoner Turnier stand bereits die 14. Station der GCT/GCL an. Austragungsort war der Heimatort des Serienbegründers Jan Tops, das niederländische Valkenswaard. Das Turnier fand in der modernen Tops International Arena vom 10. bis 12. August 2018 statt.
Global Champions League: 14 der 19 Mannschaften erhielten im ersten Umlauf der GCL von Valkenswaard vier oder weniger Strafpunkte. Auch die Anzahl fehlerfreier Teams war mit fünf recht hoch. In der zweiten Teilprüfung kam es zu deutlich mehr Fehlern. Somit stand am Ende nur eine Mannschaft ohne Strafpunkte aus dem zweiten Umlauf dar, die Rome Gladiators. Da die von Constant van Paesschen und Marlon Modolo Zanotelli vertretene Mannschaft auch im ersten Umlauf zu den fehlerfreien Teams gezählt hatte, siegte sie mit vier Strafpunkten Vorsprung.
|             | Team                | Reiter/Pferde                                       | 1. Prüfung  | 2. Prüfung | 2. Prüfung  | Gesamt   | Gesamt | Wertungs- punkte |
| Strafpunkte | Team                | Reiter/Pferde                                       | Strafpunkte | Zeit (s)   | Strafpunkte | Zeit (s) |        | Wertungs- punkte |
| ----------- | ------------------- | --------------------------------------------------- | ----------- | ---------- | ----------- | -------- | ------ | ---------------- |
| 1           | Rome Gladiators     | Constant van Paesschen mit Jilbert van't Ruytershof | 0           | 0          | 72,89       | 0        | 144,27 | 30               |
| 1           | Rome Gladiators     | Marlon Modolo Zanotelli mit Rock'n Roll Semilly     | 0           |            |             | 0        | 144,27 | 30               |
| 1           | Rome Gladiators     | Marlon Modolo Zanotelli mit Sirene de la Motte      |             | 0          | 71,38       | 0        | 144,27 | 30               |
| 2           | Valkenswaard United | Alberto Zorzi mit Fair Light van't Heike            | 0           | 4          | 68,20       | 4        | 135,85 | 27               |
| 2           | Valkenswaard United | Marcus Ehning mit Cornado NRW                       | 0           |            |             | 4        | 135,85 | 27               |
| 2           | Valkenswaard United | Marcus Ehning mit Comme il faut                     |             | 0          | 67,65       | 4        | 135,85 | 27               |

Global Champions Tour: Im Normalumlauf des Grand Prix von Valkenswaard war die Anzahl der Ritte mit vier und weniger Strafpunkten sehr hoch – 21 von 34 Reitern. Auch die Zahl der für das Stechen qualifizierten Reiter war deutlich überdurchschnittlich, 11 Teilnehmer blieben mit ihren Pferden ohne Fehler.
Folglich mussten die früh im Stechen startenden Reiter sehr schnelle Zeiten vorlegen, um die vielen nach ihnen kommenden Reiter damit zu Fehlern aufgrund noch höherer Geschwindigkeit zu verleiten. Alberto Zorzi und Eric Lamaze als erstem und drittem Starter gelang dies zwar von der Zeit her (39,35 und 38,11 Sekunden) gut, doch ihnen selbst unterlief je ein Hindernisfehler. Christian Ahlmann wählte mit seinem Dunkelfuchswallach Tokyo ein langsameres Tempo, doch glückte ihm damit der erste Null-Fehler-Ritt im Stechen. Auch Frank Schuttert gelang die Nullrunde, mit Chianti's Champion blieb er dabei unter einer Zeit von 40 Sekunden. Während die nächsten drei Reiter Schutterts Führung nicht gefährden konnten, sah dies bei Marcus Ehning ganz anders aus. Mit seinem Schimmelhengst Cornado NRW kam er strafpunktfrei in einer Zeit in das Ziel, die nur eine Hundertstelsekunde hinter jener von Schuttert lag. Dies war der letzte strafpunktfreie Ritt im Stechen. Für den 24-jährigen Frank Schuttert stand somit sein erster Sieg in einem Großen Preis eines 5*-Turniers fest. Zudem bewies er damit, dass seine Nominierung für die Weltreiterspiele im September 2018 gerechtfertigt war.
|             | Reiter            | Pferd              | 1. Umlauf | 1. Umlauf   | Stechen  | Stechen | Wertungs- punkte |
| Strafpunkte | Reiter            | Pferd              | Zeit (s)  | Strafpunkte | Zeit (s) |         | Wertungs- punkte |
| ----------- | ----------------- | ------------------ | --------- | ----------- | -------- | ------- | ---------------- |
| 1           | Frank Schuttert   | Chianti's Champion | 0         | –           | 0        | 39,89   | 40               |
| 2           | Marcus Ehning     | Cornado NRW        | 0         | –           | 0        | 39,90   | 37               |
| 3           | Christian Ahlmann | Tokyo              | 0         | –           | 0        | 41,01   | 35               |

(Plätze eins bis drei von insgesamt 34 Teilnehmern)

### 15. Etappe: Rom
Die einzige Etappe der Global Champions Tour im September 2018 fand weniger als eine Woche vor Beginn der Weltreiterspiele 2018 statt. Italiens Hauptstadt Rom war Austragungsort dieses Turniers, welches vom 6. bis zum 9. September 2018 im Stadio dei Marmi durchgeführt wurde.
Global Champions League: Einzig die Teams Miami Celtics und Prague Lions konnten die erste der beiden Teilprüfungen der GCL von Rom ohne Fehler beenden. Während Anna Kellnerová mit dem 10-jährigen Silverstone G für die Prague Lions erneut ohne Fehler blieb, erhielt Peder Fredricson in diesem Umlauf sechs Strafpunkte. Damit fiel das Team auf Rang drei zurück. Anders bei den Miami Celtics, Jessica Springsteen und Denis Lynch beendeten beide Teilprüfungen ohne einen Strafpunkt und sicherten damit den Sieg. Auf Rang zwei rückten die St Tropez Pirates vor: Athina Onassis bekam mit Going Global in beiden Umläufen je einen Zeitstrafpunkt, so dass für die Mannschaft das Endergebnis zwei Strafpunkte betrug.
|             | Team              | Reiter/Pferde                        | 1. Prüfung  | 2. Prüfung | 2. Prüfung  | Gesamt   | Gesamt | Wertungs- punkte |
| Strafpunkte | Team              | Reiter/Pferde                        | Strafpunkte | Zeit (s)   | Strafpunkte | Zeit (s) |        | Wertungs- punkte |
| ----------- | ----------------- | ------------------------------------ | ----------- | ---------- | ----------- | -------- | ------ | ---------------- |
| 1           | Miami Celtics     | Jessica Springsteen mit Zecilie      | 0           | 0          | 74,87       | 0        | 151,98 | 30               |
| 1           | Miami Celtics     | Denis Lynch mit Bella Baloubet       | 0           |            |             | 0        | 151,98 | 30               |
| 1           | Miami Celtics     | Denis Lynch mit Echo                 |             | 0          | 77,11       | 0        | 151,98 | 30               |
| 2           | St Tropez Pirates | Athina Onassis mit Going Global      | 1           | 1          | 82,52       | 2        | 157,87 | 27               |
| 2           | St Tropez Pirates | Edwina Tops-Alexander mit California | 0           | 0          | 75,35       | 2        | 157,87 | 27               |

Global Champions Tour: Auch bei der einzigen Station der Global Champions Tour in seinem Heimatland Italien war – wie bei den meisten GCT-Etappen – Uliano Vezzani Parcoursbauer der Wertungsprüfung. Seinen Kurs des Normalumlaufs überwanden fünf Reiter mit ihren Pferden fehlerfrei.
Den Auftakt zum Stechen dieser fünf machte Michael G. Duffy, dessen Ritt ohne Strafpunkte am Ende der Prüfung nur für den vierten Platz reichen sollte. Während Constant van Paesschen als einziger den Stechparcours mit einem Hindernisfehler beendete, war Jos Verlooy mit dem 13-jährigen Caracas schon ohne Fehler fast eine Sekunde schneller als Duffy im Ziel. Henrik von Eckermann übernahm von Verlooy die Führung mit einer Zeit von 38,32 Sekunden. Doch Ben Maher als Schlussreiter unterbot, ebenso ohne Strafpunkte, die Zeit von Henrik von Eckermann nochmals deutlich. Damit gewann Maher bereits die Dritte GCT-Wertungsprüfung in dieser Saison. Vor der letzten Wertungsprüfung der Global Champions Tour hatte er somit bereits einen Vorsprung von 47 Wertungspunkten und stand damit bereits als Sieger der Gesamtwertung des Jahres 2018 fest.
|             | Reiter               | Pferd       | 1. Umlauf | 1. Umlauf   | Stechen  | Stechen | Wertungs- punkte |
| Strafpunkte | Reiter               | Pferd       | Zeit (s)  | Strafpunkte | Zeit (s) |         | Wertungs- punkte |
| ----------- | -------------------- | ----------- | --------- | ----------- | -------- | ------- | ---------------- |
| 1           | Ben Maher            | Explosion W | 0         | –           | 0        | 37,45   | 40               |
| 2           | Henrik von Eckermann | Cantinero   | 0         | –           | 0        | 38,32   | 37               |
| 3           | Jos Verlooy          | Caracas     | 0         | –           | 0        | 38,85   | 35               |

(Plätze eins bis drei von insgesamt 34 Teilnehmern)

### 16. Etappe: Doha
Nach zwei Monaten Pause stand vom 8. bis zum 10. November die letzte Etappe der Global Champions Tour und Global Champions League an. Austragungsort war die 2013 errichtete Reitanlage Al Shaqab in der katarischen Hauptstadt Doha.
Global Champions League: Eine Vielzahl von Reitern bekam in der ersten Teilprüfung der Global Champions League von Doha acht oder mehr Strafpunkte, zehn Teams kamen auf ein Ergebnis von zehn oder mehr Strafpunkten. Die London Knights und die Rome Gladiators hingegen schlossen ohne Fehler ab. Auf dem dritten Platz mit einem Zeitstrafpunkt lag nach der ersten Teilprüfung neben den Miami Celtics das katarische Team Doha Fursan Qatar.
Lorenzo de Luca und der Schimmelstute Irenice Horta unterlief in der zweiten Teilprüfung ein Springfehler, welcher die Rome Gladiators auf den dritten Rang zurückfallen ließ. Nicola Philippaerts und Ben Maher gelang auch in der zweiten Teilprüfung ein fehlerfreier Ritt – sie sicherten damit den London Knights den Sieg in der Etappe von Doha.
|             | Team           | Reiter/Pferde                          | 1. Prüfung  | 2. Prüfung | 2. Prüfung  | Gesamt   | Gesamt | Wertungs- punkte |
| Strafpunkte | Team           | Reiter/Pferde                          | Strafpunkte | Zeit (s)   | Strafpunkte | Zeit (s) |        | Wertungs- punkte |
| ----------- | -------------- | -------------------------------------- | ----------- | ---------- | ----------- | -------- | ------ | ---------------- |
| 1           | London Knights | Nicola Philippaerts mit Chilli Willi   | 0           | 0          | 74,36       | 0        | 144,69 | 30               |
| 1           | London Knights | Ben Maher mit Explosion W              | 0           | 0          | 70,33       | 0        | 144,69 | 30               |
| 2           | Miami Celtics  | Jessica Springsteen mit Swinny du Parc | 0           | 0          | 72,86       | 2        | 150,26 | 27               |
| 2           | Miami Celtics  | Michael Duffy mit Egalini              | 1           |            |             | 2        | 150,26 | 27               |
| 2           | Miami Celtics  | Michael Duffy mit Quintano             |             | 1          | 77,40       | 2        | 150,26 | 27               |

Global Champions Tour: Während in Europa die Hallensaison bereits voll in Gang war, mussten sich die Reiter und ihre Pferde in Doha wieder umstellen – von eher engen Indoorkursen auf die große Reitarena von Doha. Aufgrund der späten Startzeit – 17:45 Uhr Ortszeit – fand die Prüfung unter Kunstlicht statt. Der Parcours des Normalumlaufs erwies sich als sehr schwer: Von den ersten sieben Startern kam keiner auf ein Ergebnis, welches besser als acht Strafpunkte war. Doch nach den zwei folgenden Ritten war ein Stechen gesichert: Peder Fredricson und Edwina Tops-Alexander gelang ein Null-Fehler-Ritt. Am Ende des ersten Umlaufs hatten 15 Starterpaare ein Ergebnis von vier oder weniger Strafpunkte. Neun zogen fehlerfrei in das Stechen ein.
Peder Fredricson legte mit seinem 10-jährigen Hengst Hansson vor und bewältigte den Stechparcours ohne Fehler in nur 36,34 Sekunden. Edwina Tops-Alexander und Lorenzo de Luca folgten ebenso strafpunktfrei in Zeiten von über 37 Sekunden. Die vierte Nullrunde im Stechen gelang Harrie Smolders, der mit Don schneller als 37 Sekunden war, aber sich zeitlich dennoch hinter Fredricson einreihte. Letzter Starter im Stechen war Ben Maher. Wie bereits in Rom ritt er Explosion W und auch in Doha schlug er alle seine Konkurrenten: In einer Zeit von 35,50 Sekunden und ohne Fehler gewann Maher schon die vierte GCT-Wertungsprüfung in der Saison 2018.
|             | Reiter           | Pferd       | 1. Umlauf | 1. Umlauf   | Stechen  | Stechen | Wertungs- punkte |
| Strafpunkte | Reiter           | Pferd       | Zeit (s)  | Strafpunkte | Zeit (s) |         | Wertungs- punkte |
| ----------- | ---------------- | ----------- | --------- | ----------- | -------- | ------- | ---------------- |
| 1           | Ben Maher        | Explosion W | 0         | –           | 0        | 35,50   | 40               |
| 2           | Peder Fredricson | Hansson     | 0         | –           | 0        | 36,34   | 37               |
| 3           | Harrie Smolders  | Don Z       | 0         | –           | 0        | 36,94   | 35               |

(Plätze eins bis drei von insgesamt 34 Teilnehmern)

## Gesamtwertungen

### Global Champions Tour
Die Gesamtwertung entschied über den Gesamtsieg der Global Champions Tour. Anhand dieser Rangliste wurde am Ende der Saison ein Bonus-Preisgeld an die erfolgreichsten Reiter der Global Champions Tour vergeben. Mit vier Siegen und einem zweiten Platz errang Ben Maher mit deutlichem Vorsprung den Gesamtsieg der Saison 2018.
|    | Reiter                | Mexiko | Miami | Shanghai | Madrid | Hamb. | St. Tropez | Cannes | Cascais | Monaco | Paris | Chant. | Berlin | London | Valkensw. | Rom  | Doha | Wertungs- punkte | Preisgeld (Bonus) |
| -- | --------------------- | ------ | ----- | -------- | ------ | ----- | ---------- | ------ | ------- | ------ | ----- | ------ | ------ | ------ | --------- | ---- | ---- | ---------------- | ----------------- |
| 1  | Ben Maher             | –      | (26)  | 37       | 40     | –     | 40         | –      | –       | (29)   | 33    | 32     | –      | 33     | –         | 40   | 40   | 295              | 294.500 €         |
| 2  | Harrie Smolders       | –      | –     | 31       | –      | 40    | –          | 37     | –       | 33     | 35    | 22     | (17)   | 19     | –         | (16) | 35   | 252              | 190.000 €         |
| 3  | Nicola Philippaerts   | 23     | –     | –        | 36     | 22    | –          | –      | 40      | –      | –     | 40     | –      | 29     | 29        | –    | 19   | 238              | 123.500 €         |
| 4  | Alberto Zorzi         | 35     | (0)   | 15       | –      | –     | 27         | (13)   | –       | 37     | (0)   | 35     | 40     | (0)    | 31        | 17   | (12) | 237              | 76.000 €          |
| 5  | Daniel Deußer         | 37     | –     | 35       | 24     | –     | 23         | –      | (0)     | –      | –     | 37     | 32     | (15)   | 22        | 23   | (13) | 233              | 47.500 €          |
| 6  | Edwina Tops-Alexander | (14)   | 40    | (18)     | 28     | 19    | 35         | 18     | (0)     | (14)   | 27    | –      | 27     | –      | (13)      | (13) | 32   | 226              | 33.250 €          |
| 7  | Scott Brash           | 40     | 27    | 32       | 32     | –     | –          | –      | –       | 26     | –     | –      | –      | 40     | 0         | 28   | (0)  | 225              | 33.250 €          |
| 8  | Pieter Devos          | 27     | 33    | –        | 33     | (0)   | –          | –      | –       | (0)    | 31    | –      | 35     | –      | 0         | 26   | 31   | 216              | 19.000 €          |
| 9  | Christian Ahlmann     | –      | –     | 13       | –      | 32    | 19         | 22     | 22      | –      | (0)   | 29     | 37     | –      | 35        | (0)  | –    | 209              | 19.000 €          |
| 10 | Peder Fredricson      | –      | –     | –        | –      | –     | 33         | 40     | –       | –      | 28    | –      | –      | 37     | –         | 29   | 37   | 204              | 19.000 €          |
| 11 | Marcus Ehning         | 26     | (16)  | –        | 23     | 26    | –          | –      | 24      | –      | 17    | (0)    | 30     | –      | 37        | –    | 18   | 201              | 19.000 €          |
| 12 | Jos Verlooy           | 21     | (0)   | 28       | –      | 33    | 16         | 21     | –       | –      | (14)  | 28     | –      | –      | (12)      | 35   | 17   | 199              | 14.250 €          |
| 13 | Niels Bruynseels      | –      | –     | 25       | –      | –     | 31         | (14)   | –       | –      | –     | 16     | 33     | 22     | 33        | 20   | 15   | 195              | 14.250 €          |
| 14 | Christian Kukuk       | 20     | 21    | –        | 18     | (0)   | –          | (0)    | 30      | 30     | –     | 30     | 22     | 21     | –         | (15) | (14) | 192              | 14.250 €          |
| 15 | Julien Epaillard      | 24     | –     | –        | (0)    | 30    | 28         | –      | 29      | 15     | 0     | 15     | –      | (0)    | –         | –    | 26   | 167              | 9.500 €           |
| 16 | Gregory Wathelet      | –      | 31    | 40       | –      | –     | –          | –      | 37      | –      | 29    | –      | –      | –      | –         | –    | 27   | 164              | 9.500 €           |
| 17 | Danielle Goldstein    | –      | –     | 26       | 29     | 25    | 0          | –      | 33      | –      | 25    | –      | –      | –      | –         | –    | 21   | 159              | 7.125 €           |
| 18 | Simon Delestre        | –      | –     | 29       | 0      | –     | 29         | 35     | –       | –      | 23    | –      | 15     | 0      | 27        | –    | –    | 158              | 7.125 €           |

Plätze eins bis 18, die acht besten Ergebnisse eines jeden Reiters gehen in die Gesamtwertung ein.

### Global Champions League
|   | Mannschaft           | Mexiko | Miami | Shanghai | Madrid | Hamb. | St. Tropez | Cannes | Cascais | Monaco | Paris | Chant. | Berlin | London | Valkensw. | Rom | Doha | Wertungs- punkte |
| - | -------------------- | ------ | ----- | -------- | ------ | ----- | ---------- | ------ | ------- | ------ | ----- | ------ | ------ | ------ | --------- | --- | ---- | ---------------- |
| 1 | London Knights       | 19     | 13    | 30       | 30     | 17    | 25         | 19     | 21      | 25     | 15    | 30     | 25     | 30     | 5         | 19  | 30   | 353              |
| 2 | Valkenswaard United  | 21     | 25    | 16       | 14     | 25    | 17         | 30     | 19      | 16     | 19    | 25     | 21     | 13     | 25        | 14  | 13   | 313              |
| 3 | Miami Celtics        | 30     | 9     | 4        | 11     | 11    | 19         | 25     | 11      | 9      | 21    | 19     | 16     | 21     | 8         | 30  | 25   | 269              |
| 4 | Rome Gladiators      | 15     | 6     | 11       | 25     | 16    | 7          | 10     | 17      | 30     | 16    | 8      | 15     | 19     | 30        | 10  | 21   | 256              |
| 5 | Shanghai Swans       | 12     | 11    | 12       | 21     | 21    | 30         | 8      | 12      | 3      | 12    | 21     | 17     | 25     | 16        | 13  | 19   | 253              |
| 6 | Montreal Diamonds    | 14     | 15    | 10       | 13     | 13    | 11         | 9      | 16      | 21     | 30    | 13     | 9      | 16     | 19        | 9   | 14   | 232              |
| 7 | Scandinavian Vikings | 9      | 17    | 8        | 12     | 19    | 14         | 15     | 25      | 17     | 17    | 14     | 14     | 8      | 10        | 16  | 7    | 222              |
| 8 | St Tropez Pirates    | 11     | 10    | 14       | 17     | 30    | 15         | 4      | 3       | 19     | 6     | 7      | 30     | 17     | 3         | 25  | 9    | 220              |

## Prague Playoffs
Neu in der Saison 2018 ist das Turnier Prague Playoffs, welches vom 13. bis 16. Dezember 2018 in der O2 Arena in der tschechischen Hauptstadt Prag.
Im Rahmen der Veranstaltung werden zwei Wettbewerbe ausgerichtet, die Global Champions League Playoffs und der Global Champions Tour Super Grand Prix.

### Global Champions Tour Super Grand Prix
Der Super Grand Prix war nicht Teil der regulären Global Champions Tour-Saison und hatte somit auch keine Auswirkung auf die Gesamtwertung. Sein Starterfeld umfasste 16 Reiter. Für den Super Grand Prix qualifizierten sich jeweils der Sieger einer jeden Wertungsprüfung der Global Champions Tour. Soweit ein Reiter sich bereits bei einer früheren GCT-Etappe qualifiziert hatte, rückte jeweils der bestplatzierte noch nicht für den Super Grand Prix nach.
Somit waren für den Super Grand Prix folgende Reiter qualifiziert:
| - Scott Brash (1. Platz Mexiko-Stadt) - Edwina Tops-Alexander (1. Platz Miami) - Gregory Wathelet (1. Platz Shanghai) - Ben Maher (1. Platz Madrid) - Harrie Smolders (1. Platz Hamburg) - Carlos Enrique Lopez Lizarazo (2. Platz Saint-Tropez) - Peder Fredricson (1. Platz Cannes) - Nicola Philippaerts (1. Platz Cascais) |  |  | - Shane Breen (1. Platz Monaco) - Sameh El Dahan (1. Platz Paris) - Daniel Deußer (2. Platz Chantilly) - Alberto Zorzi (1. Platz Berlin) - Ludger Beerbaum (3. Platz London) - Frank Schuttert (1. Platz Valkenswaard) - Henrik von Eckermann (2. Platz Rom) - Lorenzo de Luca (4. Platz Doha) |

Die Prüfung war als Springprüfung mit zwei unterschiedlichen Umläufen über Hindernisse bis zu 1,60 Meter Höhe ausgeschrieben. Im ersten, sehr technisch gebauten Umlauf folgten die Hindernisse Schlag auf Schlag. Zudem war die erlaubte Zeit eng bemessen, fünf Reiter bekamen Zeitstrafpunkte. Fehlerfrei blieben nur zwei der 16 Teilnehmer.
Der zweite Umlauf war nur unwesentlich kürzer als der erste, aber mit längeren Galoppeierstrecken versehen. Aufgrund des Reglements (alle Reiter waren im zweiten Umlauf startberechtigt) konnten die Teilnehmer ihre gute Ausgangslage aus dem ersten Umlauf mit einer weniger guten zweiten Runde zunichtemachen. Im Gegenzug hatten sie die Chance, sich mit einem schnellen fehlerfreien Ritt aufgrund Fehler Anderer in der Rangierung nach vorne zu arbeiten.
Nach einem schlecht verlaufenen ersten Umlauf trat Peder Fredricson nicht mehr im zweiten Umlauf an. Ben Maher mit Explosion W und Lorenzo de Luca mit Ensor de Litrange LXII lagen nach dem ersten Umlauf mit acht Strafpunkten auf den Plätzen 13 und 14. Im zweiten Umlauf gelang ihnen jeweils eine Null-Fehler-Runde, was sie im Endergebnis auf die Plätze fünf und sechs nach vorne brachte.
Das letzte Hindernis im zweiten Umlauf war eine fast einfarbig dunkelblaue Mauer, die in Richtung des Einritts positioniert war. Gregory Wathelets Hengst Iron Man van de Padenborre sprang nicht über das Hindernis, sondern lief zwischen der Hallenbande und dem Sprung hindurch und riss dabei den Fangständer der Mauer mit um. Auch beim zweiten Anreitversuch zeigte der Hengst nicht den Willen, das Hindernis zu überwinden und verweigerte. Wathelet schied damit aus. Wenig besser erging es wenige Ritte später Sameh El Dahan. Mit Suma's Zorro kam er völlig unpassend zum Steilsprung vor der Mauer, die Stute riss die oberste Stange des Hindernisses mit der Brust mit und war so nicht in der Lage, vernünftig zur Mauer zu kommen. El Dahan parierte durch und ritt die Mauer erneut an (Endergebnis: 17 Strafpunkte aus beiden Umläufen).
In der Zwischenzeit hatte Frank Schuttert, der als Außenseiter im hochklassigen Starterfeld zu zählen war, als erster Reiter mit vier Strafpunkten aus dem ersten Umlauf sein Ergebnis halten können. Für die Reiter mit vier Strafpunkten entwickelte sich der zweite Umlauf zu einem Stechen: Bei Strafpunktgleichheit entschied die Zeit des zweiten Umlaufs über die Rangierung. Während Daniel Deußer einen Hindernisfehler hinzu bekam, fielen Sameh El Dahan und Nicola Philippaerts weit zurück. Neben Schuttert konnte nur Ludger Beerbaum aus dieser Gruppe sein Ergebnis halten, obendrein war er noch drei Sekunden schneller als Frank Schuttert.
Shane Breen, nach Umlauf eins auf dem dritten Rang mit nur einem Zeitstrafpunkt, gab im zweiten Umlauf nach vier Hindernisfehlern auf. Harrie Smolders war im ersten Umlauf ohne Strafpunkte geblieben. Im zweiten Umlauf hatte er bis etwa zur Hälfte des Parcours acht Strafpunkte gesammelt, als plötzlich sein Wallach Zinius direkt vorm Hindernis verweigerte und Smolders über den Hals des Pferdes stürzte und somit ausschied. Somit hätte Edwina Tops-Alexander, ebenso im ersten Umlauf ohne Fehler, im zweiten Umlauf ohne Zeitdruck nur fehlerfrei bleiben müssen. Doch etwa zur Halbzeit des Parcours unterlief ihr doch ein Fehler. Somit musste sie ihre Stute California deutlich antreiben, um die Zeit von Ludger Beerbaum unterbieten zu können. Dies gelang ihr tatsächlich. Somit ging der Sieg in der mit 1.250.000 Euro dotierten Prüfung an Edwina Tops-Alexander.
|           | Reiter                | Pferd              | Strafpunkte | Strafpunkte | Strafpunkte | Zeit 2. Umlauf |
| 1. Umlauf | Reiter                | Pferd              | 2. Umlauf   | Gesamt      |             | Zeit 2. Umlauf |
| --------- | --------------------- | ------------------ | ----------- | ----------- | ----------- | -------------- |
| 1         | Edwina Tops-Alexander | California         | 0           | 4           | 4           | 61,08 s        |
| 2         | Ludger Beerbaum       | Casello            | 4           | 0           | 4           | 61,56 s        |
| 3         | Frank Schuttert       | Chianti's Champion | 4           | 0           | 4           | 64,91 s        |
| 4         | Daniel Deußer         | Tobago Z           | 4           | 4           | 8           | 59,20 s        |
| 5         | Ben Maher             | Explosion W        | 8           | 0           | 8           | 59,40 s        |

(Plätze eins bis fünf von insgesamt 16 Teilnehmern)

### Super Cup (Global Champions League Playoffs)
Die Play-offs der Global Champions League fanden nach Abschluss der Saison statt. Als Qualifikationskriterium diente die Gesamtwertung der Saison 2018.
Am Donnerstag (13. Dezember) startete der sogenannte Super Cup mit dem Viertelfinale. In dieser Prüfung gingen die auf den Rängen fünf bis 16 der Gesamtwertung 2018 platzierten Teams an den Start. Acht Mannschaften qualifizierten sich aus dieser Prüfung für das Halbfinale. Im Halbfinale trafen sie zusätzlich auf die vier besten Teams der Gesamtwertung 2018, die für das Halbfinale direkt qualifiziert waren.
Im Finale am letzten Tag des Turniers traten die besten sechs Teams des Halbfinals nochmals an. Hier wurde der Sieger des Super Cups ermittelt. Anders als in den normalen Global-Champions-League-Etappen gingen nicht zwei, sondern drei Reiter je Team in allen Finalprüfungen an den Start. Es gab dabei kein Streichergebnis.

#### Viertelfinale
Bereits im Viertelfinale schieden das Gastgeberteam Prague Lions (Platz neun) und das Team St Tropez Pirates um Edwina Tops-Alexander und Athina Onassis aus. Das beste Ergebnis in dieser Prüfung erzielten die Paris Panthers. Das Preisgeld von 1.200.000 Euro wurde gleichmäßig an alle 12 teilnehmenden Mannschaften verteilt.
|   | Team              | Strafpunkte | Zeit (s) |
| - | ----------------- | ----------- | -------- |
| 1 | Paris Panthers    | 4           | 203,13   |
| 2 | Doha Fursan Qatar | 5           | 213,43   |
| 3 | Shanghai Swans    | 8           | 206,60   |

#### Halbfinale
Im Halbfinale konnte die im Viertelfinale zweitplatzierte Mannschaft Doha Fursan Qatar kein vollständiges Teamergebnis erreichen, da Michael Whitaker während seines Rittes aufgab. Damit kam das Team auf den zwölften Rang und schied somit im Halbfinale aus. Zu den weiteren fünf Mannschaften, die das Finale nicht erreichten, gehörten die Berlin Eagles (Christian Kukuk, Philipp Weishaupt, Ludger Beerbaum – Rang zehn) sowie zwei Teams, die direkt für das Halbfinale qualifiziert gewesen waren: Die Rome Gladiators waren in der Gesamtwertung auf Rang vier gekommen, im Super-Cup-Halbfinale reichte es jedoch nur für Rang sieben. Genauso erging es den Miami Celtics, Rang drei der Gesamtwertung und nur Platz acht im Super-Cup-Halbfinale.
Das Team Madrid in Motion, welches im Viertelfinale auf den vierten Platz gekommen war, gewann das Halbfinale. Auch in dieser Prüfung wurde des Preisgeld in gleichen Teilen auf die zwölf gestarteten Teams verteilt, insgesamt wurden im Halbfinale 2.400.000 Euro ausgeschüttet.
|   | Team                 | Strafpunkte | Zeit (s) |
| - | -------------------- | ----------- | -------- |
| 1 | Madrid in Motion     | 0           | 219,23   |
| 2 | Scandinavian Vikings | 4           | 213,25   |
| 3 | Paris Panthers       | 4           | 218,07   |

#### Finale
Bei der Finalprüfung handelte es sich um eine Springprüfung mit zwei unterschiedlichen Umläufen. Im ersten Umlauf kam es zu einer hohen Anzahl von Fehlern. Die Teams London Knights und Montreal Diamonds erreichten kein Mannschaftsergebnis, da jeweils ihr zweiter Reiter im ersten Umlauf ausschied. Von 14 Reitern, die den ersten Umlauf beendeten, gelang dreien ein fehlerfreier Ritt. Nach dem ersten Umlauf lagen die Teams Valkenswaard United und Madrid in Motion mit je acht Strafpunkten in Führung.
Im zweiten Umlauf kam es zu deutlich weniger Springfehlern, dafür war die Zeit äußerst eng bemessen. Die einzige Runde ohne Fehler gelang Bertram Allen vom Team Valkenswaard United. Doch als Mannschaft zeigte Madrid in Motion im zweiten Umlauf die bessere Leistung und bestätigte damit die Ergebnisse der Vortage. Mit nur drei Zeitstrafpunkten zusätzlich gewann Madrid in Motion (Eduardo Alvarez Aznar, Maikel van der Vleuten und Marc Houtzager) die Global Champions League Playoffs und damit ein Preisgeld von über 2,7 Millionen Euro. Insgesamt wurden in dieser einen Prüfung 6,4 Millionen Euro ausgeschüttet. Die Prüfung löste damit den Großen Preis des Spruce Meadows Masters deutlich als höchstdotierte Springprüfung der Welt ab.
|             | Team                 | Reiter/Pferde                                | 1. Prüfung  | 2. Prüfung | 2. Prüfung  | Gesamt        | Gesamt        |
| Strafpunkte | Team                 | Reiter/Pferde                                | Strafpunkte | Zeit (s)   | Strafpunkte | Zeit (s)      |               |
| ----------- | -------------------- | -------------------------------------------- | ----------- | ---------- | ----------- | ------------- | ------------- |
| 1           | Madrid in Motion     | Marc Houtzager mit Calimero                  | 4           | 1          | 66,01       | 11            | 200,04        |
| 1           | Madrid in Motion     | Maikel van der Vleuten mit Verdi             | 0           | 1          | 67,51       | 11            | 200,04        |
| 1           | Madrid in Motion     | Eduardo Álvarez Aznar mit Sirene de la Motte | 4           | 1          | 66,52       | 11            | 200,04        |
| 2           | Valkenswaard United  | Marcus Ehning mit Comme il faut              | 0           | 4          | 64,00       | 17            | 193,49        |
| 2           | Valkenswaard United  | Bertram Allen mit Harley vd Bisschop         | 0           | 0          | 62,71       | 17            | 193,49        |
| 2           | Valkenswaard United  | Alberto Zorzi mit Contanga                   | 8           | 5          | 66,78       | 17            | 193,49        |
| 3           | Paris Panthers       | Yuri Mansur mit Ibelle                       | 4           | 1          | 67,63       | 26            | 197,52        |
| 3           | Paris Panthers       | Gregory Wathelet mit Nevados S               | 8           | 4          | 62,95       | 26            | 197,52        |
| 3           | Paris Panthers       | Darragh Kenny mit Balou du Reventon          | 4           | 5          | 66,94       | 26            | 197,52        |
| 4           | Scandinavian Vikings | Leopold van Asten mit Miss Untouchable       | 8           | 1          | 64,03       | 27            | 194,66        |
| 4           | Scandinavian Vikings | Evelina Tovek mit Dalila de la Pomme         | 12          | 1          | 66,20       | 27            | 194,66        |
| 4           | Scandinavian Vikings | Christian Ahlmann mit Caribis Z              | 4           | 1          | 64,43       | 27            | 194,66        |
| 5           | London Knights       |                                              |             |            |             | ausgeschieden | ausgeschieden |
| 6           | Montreal Diamonds    |                                              |             |            |             | ausgeschieden | ausgeschieden |